# Olympische Sommerspiele 1960/Leichtathletik
| Leichtathletik bei den XVII. Olympischen Spielen | Leichtathletik bei den XVII. Olympischen Spielen |
| Informationen                                    | Informationen                                    |
| ------------------------------------------------ | ------------------------------------------------ |
| Datum:                                           | 31. August bis 10. September                     |
| Wettkampfort:                                    | Rom                                              |
| Austragungsort:                                  | Stadio Olimpico                                  |
| Entscheidungen:                                  | Männer: 24/Frauen: 10                            |
| ← Melbourne 1956                                 | Tokio 1964 →                                     |
|                                                  |                                                  |

| Olympische Spiele 1960 Medaillenspiegel Leichtathletik | Olympische Spiele 1960 Medaillenspiegel Leichtathletik | Olympische Spiele 1960 Medaillenspiegel Leichtathletik | Olympische Spiele 1960 Medaillenspiegel Leichtathletik | Olympische Spiele 1960 Medaillenspiegel Leichtathletik | Olympische Spiele 1960 Medaillenspiegel Leichtathletik |
| Platz                                                  | Mannschaft                                             | Goldmedaillen                                          | Silbermedaillen                                        | Bronzemedaillen                                        | Total                                                  |
| ------------------------------------------------------ | ------------------------------------------------------ | ------------------------------------------------------ | ------------------------------------------------------ | ------------------------------------------------------ | ------------------------------------------------------ |
| 1                                                      | USA                                                    | 12                                                     | 8                                                      | 6                                                      | 26                                                     |
| 2                                                      | Sowjetunion                                            | 11                                                     | 5                                                      | 5                                                      | 21                                                     |
| 3                                                      | Deutschland                                            | 2                                                      | 8                                                      | 3                                                      | 13                                                     |
| 4                                                      | Polen                                                  | 2                                                      | 2                                                      | 3                                                      | 7                                                      |
| 5                                                      | Neuseeland                                             | 2                                                      | –                                                      | 1                                                      | 3                                                      |
| 6                                                      | Großbritannien                                         | 1                                                      | 3                                                      | 4                                                      | 8                                                      |
| 7                                                      | Australien                                             | 1                                                      | 2                                                      | 1                                                      | 4                                                      |
| 8                                                      | Italien                                                | 1                                                      | –                                                      | 2                                                      | 3                                                      |
| 9                                                      | Rumänien                                               | 1                                                      | –                                                      | 1                                                      | 2                                                      |
| 10                                                     | Äthiopien                                              | 1                                                      | –                                                      | –                                                      | 1                                                      |
| 11                                                     | Ungarn                                                 | –                                                      | 1                                                      | 2                                                      | 3                                                      |
| 12                                                     | Frankreich                                             | –                                                      | 1                                                      | 1                                                      | 2                                                      |
| 13                                                     | Belgien                                                | –                                                      | 1                                                      | –                                                      | 1                                                      |
| 13                                                     | Marokko                                                | –                                                      | 1                                                      | –                                                      | 1                                                      |
| 13                                                     | Schweden                                               | –                                                      | 1                                                      | –                                                      | 1                                                      |
| 13                                                     | Tschechoslowakei                                       | –                                                      | 1                                                      | –                                                      | 1                                                      |
| 13                                                     | Taiwan                                                 | –                                                      | 1                                                      | –                                                      | 1                                                      |
| 18                                                     | Westindische Föderation                                | –                                                      | –                                                      | 2                                                      | 2                                                      |
| 19                                                     | Finnland                                               | –                                                      | –                                                      | 1                                                      | 1                                                      |
| 19                                                     | Südafrikanische Union                                  | –                                                      | –                                                      | 1                                                      | 1                                                      |

Bei den XVII. Olympischen Spielen 1960 in Rom fanden 34 Wettkämpfe in der Leichtathletik statt. 31 dieser Wettbewerbe wurden im Stadio Olimpico ausgetragen, das ein Fassungsvermögen von 80.000 Zuschauern hatte.

## Olympianormen
Erstmals in der Leichtathletik gab es sogenannte Olympianormen. Die Sportler mussten diese Normen erfüllen, wenn aus einem Land mehr als ein Sportler in einer Disziplin gemeldet werden sollte.

## Teilnehmer
Wie auch bei den letzten Olympischen Spielen gab es einige Probleme und Sonderfälle im Hinblick auf die Teilnahme bestimmter Nationen.
Die Volksrepublik China war nicht mehr Mitglied des IOC, sodass aus diesem Land keine Sportler in Rom teilnahmen. Die Sportler der kleineren Republik China traten unter der Bezeichnung Taiwan zu den Wettbewerben an.
Aus Korea nahm nach einigen politischen Querelen nur der südliche Teil der Halbinsel, also Südkorea teil.
Die Karibikinseln Jamaika, Barbados sowie Trinidad und Tobago traten gemeinsam als Westindische Föderation auf. Ägypten und Syrien entsandten ein gemeinsames Team unter der Bezeichnung Vereinigte Arabische Republik.
Wie bereits 1956 wurde Deutschland durch eine gesamtdeutsche Mannschaft, gebildet von Sportlern aus der Bundesrepublik Deutschland und der DDR, vertreten. Verbunden war dieses Konstrukt mit vielen Auseinandersetzungen und Streitigkeiten zur Frage der Fahne, der Hymne, der offiziellen Bekleidung etc. Das IOC musste immer wieder vermitteln, bevor letzte Vereinbarungen getroffen waren. Wie in zahlreichen anderen Sportarten auch wurden Ausscheidungswettkämpfe zwischen den Sportlern aus Ost- und Westdeutschland ausgetragen, die über die Teilnahme an den Olympischen Spielen ausschlaggebend waren. Natürlich mussten bei Meldung von mehr als einem Sportler in einer Disziplin alle betroffenen Athleten den neuen Regeln entsprechend die Olympianorm erfüllt haben, damit sie teilnahmeberechtigt waren.

## Stadion

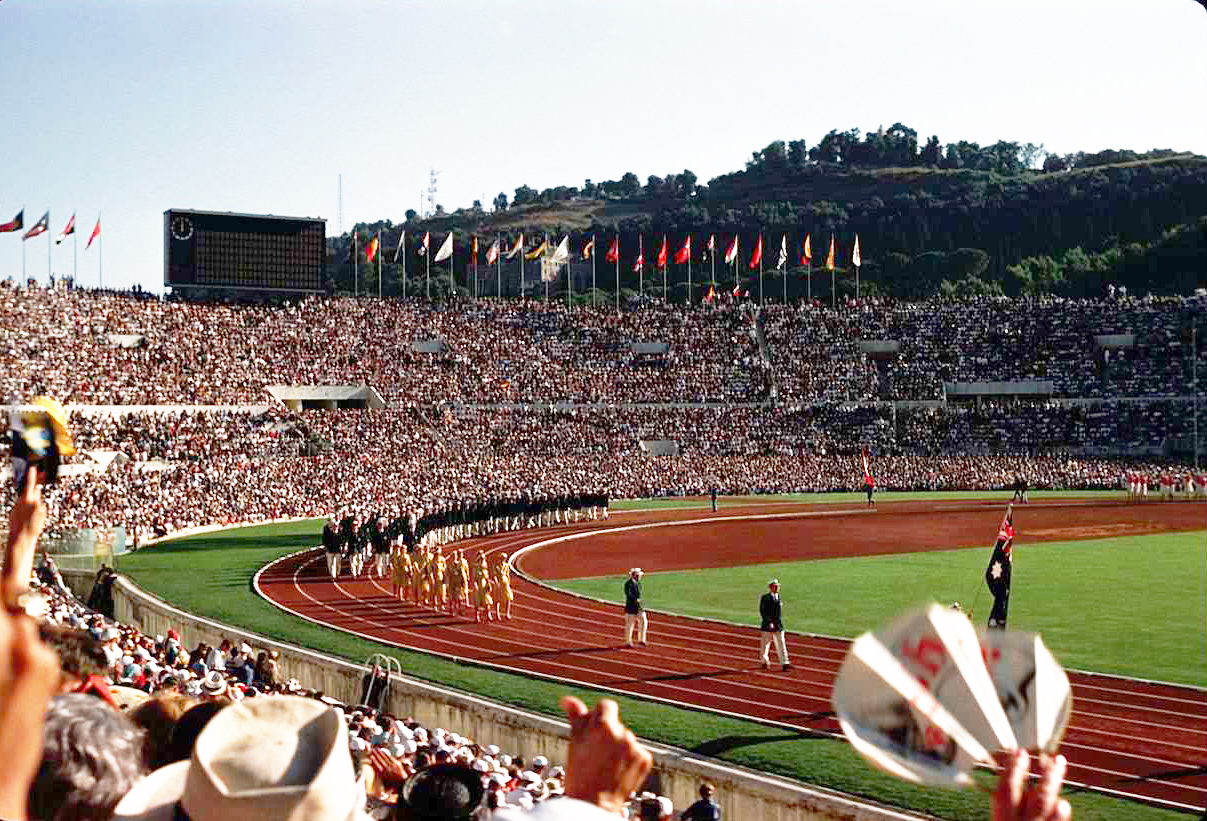
Das Olympiastadion während der Eröffnungsfeier

Mit den Planungen für das spätere Stadio Olimpico, in dem fast alle Wettbewerbe der Leichtathletik stattfanden, wurde bereits in den 1920er Jahren begonnen. Der Bau zog sich mit zahlreichen Unterbrechungen über einen langen Zeitraum hin, bevor das Stadion im Jahre 1953 fertiggestellt war. Es hieß zu Anfang „Stadio dei Centomila“ – Stadion der Hunderttausend und wurde zur Austragung der Olympischen Spiele entsprechend umbenannt.
Für die Leichtathletikveranstaltungen stand eine ausgezeichnete Aschenbahn mit der üblichen Rundenlänge von vierhundert Metern zur Verfügung.

## Wettbewerbe
Im Wettbewerbsangebot gab es eine Veränderung: im Frauenbereich wurde der 800-Meter-Lauf, der nach einmaliger Austragung bei den Olympischen Spielen 1928 in der Versenkung verschwunden war, wieder mit ins Programm aufgenommen. Bei den Leichtathletik-Europameisterschaften, als die Disziplin bereits 1954 wieder angeboten worden war, hatte sich gezeigt, dass diese Laufstrecke keine Überforderung für Frauen darstellte und Teil des olympischen Leichtathletikprogramms auch für Frauen sein sollte.
Ansonsten war das Angebot identisch mit dem der letzten Spiele in Melbourne. Es gab 24 Disziplinen im Männerbereich und zehn für die Frauen, die nun vier Einzellaufdisziplinen – 100 Meter, 200 Meter sowie 80 Meter Hürden und als Mittelstrecke erstmals 800 Meter – im Programm vorfanden. Im Laufbereich wurde darüber hinaus nur noch die 4-mal-100-Meter-Staffel ausgetragen. Mit Hoch- und Weitsprung gab es weiterhin zwei Sprungdisziplinen sowie mit Kugelstoßen, Diskuswurf und Speerwurf drei Stoß- und Wurfwettbewerbe. Bis heute – Stand August 2021 – hat sich im Bereich der olympischen Männerdisziplinen nichts mehr verändert. Bei den Frauen dagegen standen noch zahlreiche Ergänzungen für die Zukunft an.

## Sportliche Erfolge
Das Leistungsniveau war auch bei dieser Großveranstaltung hoch. In acht Disziplinen gab es elf neue oder eingestellte Weltrekorde, in einem weiteren Wettbewerb wurde eine neue Weltbestleistung erzielt. In 23 Disziplinen wurde darüber hinaus der olympische Rekord 48 Mal verbessert oder egalisiert.
- Weltrekorde im Einzelnen:
  - 200-Meter-Lauf, Männer: 20,5 s (egalisiert) – Livio Berruti (Italien), Halbfinale
  - 200-Meter-Lauf, Männer: 20,5 s (egalisiert) – Livio Berruti (Italien), Finale
  - 400-Meter-Lauf, Männer: 44,9 s – Otis Davis (USA), Finale
  - 400-Meter-Lauf, Männer: 44,9 s – Carl Kaufmann (Deutschland), Finale
  - 1500-Meter-Lauf, Männer: 3:35,6 min – Herb Elliott (Australien), Finale
  - 4-mal-100-Meter-Staffel, Männer: 39,5 s (egalisiert) – Deutschland (Bernd Cullmann, Armin Hary, Walter Mahlendorf, Martin Lauer), Vorlauf
  - 4-mal-100-Meter-Staffel, Männer: 39,5 s (egalisiert) – Deutschland (Bernd Cullmann, Armin Hary, Walter Mahlendorf, Martin Lauer), Finale
  - 4-mal-400-Meter-Staffel, Männer: 3:02,2 min – USA (Jack Yerman, Earl Young, Glenn Davis, Otis Davis), Finale
  - 100-Meter-Lauf, Frauen: 11,3 s (egalisiert) – Wilma Rudolph (USA), Halbfinale bei einem Rückenwind von 0,8 m/s
  - 800-Meter-Lauf, Frauen: 2:04,3 min (egalisiert) – Ljudmila Schewzowa (Sowjetunion), Finale
  - 4-mal-100-Meter-Staffel, Frauen: 44,4 s – USA (Martha Hudson, Lucinda Williams, Barbara Jones, Wilma Rudolph), Vorlauf
- Weltbestleistung:
  - Marathonlauf, Männer: 2:15:16,2 h – Abebe Bikila (Äthiopien)
- Olympische Rekorde im Einzelnen:
  - 100-Meter-Lauf, Männer: 10,2 s – Armin Hary (Deutschland), Viertelfinale bei einem Gegenwind von 0,3 m/s
  - 100-Meter-Lauf, Männer: 10,2 s (egalisiert) – Armin Hary (Deutschland), Finale bei Windstille
  - 100-Meter-Lauf, Männer: 10,2 s (egalisiert) – Dave Sime (USA), Finale bei Windstille
  - 400-Meter-Lauf, Männer: 45,9 s (egalisiert) – Otis Davis (USA), Viertelfinale
  - 400-Meter-Lauf, Männer: 45,5 s – Otis Davis (USA), Halbfinale
  - 800-Meter-Lauf, Männer: 1:47,1 min – George Kerr (Westindische Föderation), Halbfinale
  - 800-Meter-Lauf, Männer: 1:46,3 min – Peter Snell (Neuseeland), Finale
  - 10.000-Meter-Lauf, Männer: 28:32,2 min – Pjotr Bolotnikow (Sowjetunion), Finale
  - 400-Meter-Hürdenlauf, Männer: 49,3 s – Glenn Davis (USA), Finale
  - 3000-Meter-Hindernislauf, Männer: 8:34,2 min – Zdzisław Krzyszkowiak (Polen), Finale
  - 50-km-Gehen, Männer: 4:25:30,0 h – Don Thompson (Großbritannien)
  - Hochsprung, Männer: 2,12 m (egalisiert) – Robert Schawlakadse (Sowjetunion), Finale
  - Hochsprung, Männer: 2,12 m (egalisiert) – Wiktor Bolschow (Sowjetunion), Finale
  - Hochsprung, Männer: 2,12 m (egalisiert) – Waleri Brumel (Sowjetunion), Finale
  - Hochsprung, Männer: 2,14 m – Robert Schawlakadse (Sowjetunion), Finale
  - Hochsprung, Männer: 2,14 m (egalisiert) – Waleri Brumel (Sowjetunion), Finale
  - Hochsprung, Männer: 2,14 m (egalisiert) – John Thomas (USA), Finale
  - Hochsprung, Männer: 2,14 m (egalisiert) – Wiktor Bolschow (Sowjetunion), Finale
  - Hochsprung, Männer: 2,16 m – Robert Schawlakadse (Sowjetunion), Finale
  - Hochsprung, Männer: 2,16 m (egalisiert) – Waleri Brumel (Sowjetunion), Finale
  - Stabhochsprung, Männer: 4,60 m – Don Bragg (USA), Finale
  - Stabhochsprung, Männer: 4,60 m (egalisiert) – Ron Morris (USA), Finale
  - Stabhochsprung, Männer: 4,70 m – Don Bragg (USA), Finale
  - Weitsprung, Männer: 8,12 m – Ralph Boston (USA), Finale
  - Dreisprung, Männer: 16,44 m – Józef Szmidt (Polen), Qualifikation
  - Dreisprung, Männer: 16,78 m – Józef Szmidt (Polen), Finale
  - Dreisprung, Männer: 16,81 m – Józef Szmidt (Polen), Finale
  - Kugelstoßen, Männer: 18,77 m – Parry O’Brien (USA), Finale
  - Kugelstoßen, Männer: 19,11 m – Parry O’Brien (USA), Finale
  - Kugelstoßen, Männer: 19,68 m – Bill Nieder (USA), Finale
  - Diskuswurf, Männer: 58,43 m – Al Oerter (USA), Qualifikation
  - Diskuswurf, Männer: 59,18 m – Al Oerter (USA), Finale
  - Hammerwurf, Männer: 67,03 m – Wassili Rudenkow (Sowjetunion), Qualifikation
  - Hammerwurf, Männer: 67,10 m – Wassili Rudenkow (Sowjetunion), Finale
  - Zehnkampf, Männer: 8391 P (1952er Wertung)/7901 P (1985er Wertung) – Rafer Johnson (USA)
  - 200-Meter-Lauf, Frauen: 23,2 s – Wilma Rudolph (USA), Vorlauf
  - 800-Meter-Lauf, Frauen: 2:10,9 min – Antje Gleichfeld (Deutschland), Vorlauf
  - 800-Meter-Lauf, Frauen: 2:07,8 min – Ursula Donath (Deutschland), Vorlauf
  - 800-Meter-Lauf, Frauen: 2:05,9 min – Dixie Willis (Australien), Vorlauf
  - 80-Meter-Hürdenlauf, Frauen: 10,7 s – Irina Press (Sowjetunion), Vorlauf bei einem Gegenwind von 0,4 m/s
  - 80-Meter-Hürdenlauf, Frauen: 10,6 s – Irina Press (Sowjetunion), Halbfinale bei Windstille
  - Hochsprung, Frauen: 1,77 m – Iolanda Balaș (Rumänien), Finale
  - Hochsprung, Frauen: 1,81 m – Iolanda Balaș (Rumänien), Finale
  - Hochsprung, Frauen: 1,85 m – Iolanda Balaș (Rumänien), Finale
  - Weitsprung, Frauen: 6,37 m – Wera Krepkina (Sowjetunion), Finale
  - Kugelstoßen, Frauen: 17,32 m – Tamara Press (Sowjetunion), Finale
  - Diskuswurf, Frauen: 55,10 m – Nina Ponomarjowa (Sowjetunion), Finale
  - Speerwurf, Frauen: 55,98 m – Elvīra Ozoliņa (Sowjetunion), Finale

Erfolgreichste Nation waren wie bei allen Spielen in der Leichtathletik zuvor die Vereinigten Staaten mit zwölf Goldmedaillen. Aber der Abstand zum Zweiten in dieser Rangliste, der Sowjetunion, die elf Olympiasiege zu verzeichnen hatte, war knapp geworden. Dahinter folgten drei Nationen mit je zwei Goldmedaillen: Deutschland, Polen und Neuseeland, wobei die deutsche Mannschaft deutlich mehr Silbermedaillen errang als die beiden anderen Länder. Alle weiteren Nationen errangen in der Leichtathletik höchstens einen Olympiasieg.
Herausragende Leichtathletin dieser Spiele war die US-amerikanische Sprinterin Wilma Rudolph die dreimal Olympiasiegerin wurde: über 100 Meter, 200 Meter und in der 4-mal-100-Meter-Staffel.
Drei weitere Sportler errangen je zwei Goldmedaillen in der Leichtathletik bei diesen Spielen:
- Armin Hary (Deutschland): 100-Meter-Lauf und 4-mal-100-Meter-Staffel
- Otis Davis (USA): 400-Meter-Lauf und 4-mal-400-Meter-Staffel
- Glenn Davis (USA): 400-Meter-Hürdenlauf und 4-mal-400-Meter-Staffel

Folgende hier siegreiche Leichtathleten hatten bereits bei früher ausgetragenen Olympischen Spielen Goldmedaillen errungen:
- Glenn Davis, (USA) – 400-Meter-Hürdenlauf, Wiederholung seines Erfolgs von 1956, außerdem hier in Rom siegreich mit der 4-mal-400-Meter-Staffel, damit jetzt dreifacher Olympiasieger
- Lee Calhoun, (USA) – 110-Meter-Hürdenlauf, Wiederholung seines Erfolgs von 1956, damit jetzt zweifacher Olympiasieger
- Al Oerter, (USA) – Diskuswurf, Wiederholung seines Erfolgs von 1956, damit jetzt zweifacher Olympiasieger
- Nina Ponomarjowa, (Sowjetunion) – Diskuswurf, Wiederholung ihres Erfolgs von 1952, damit jetzt zweifache Olympiasiegerin

## Resultate Männer

### 100 m
| Platz | Athlet            | Land | Offiz. hand- gestoppte Zeit | Inoffiz. elek- tron. Zeit |
| ----- | ----------------- | ---- | --------------------------- | ------------------------- |
| 1     | Armin Hary        | EUA  | 10,2 s ORe                  | 10,32 s                   |
| 2     | Dave Sime         | USA  | 10,2 s ORe                  | 10,35                     |
| 3     | Peter Radford     | GBR  | 10,3 s0000                  | 10,42 s                   |
| 4     | Enrique Figuerola | CUB  | 10,3 s0000                  | 10,44 s                   |
| 5     | Frank Budd        | USA  | 10,3 s0000                  | 10,46 s                   |
| 6     | Ray Norton        | USA  | 10,4 s0000                  | 10,50 s                   |

Finale am 1. September, 17:30 Uhr

Wind: ±0,0 m/s

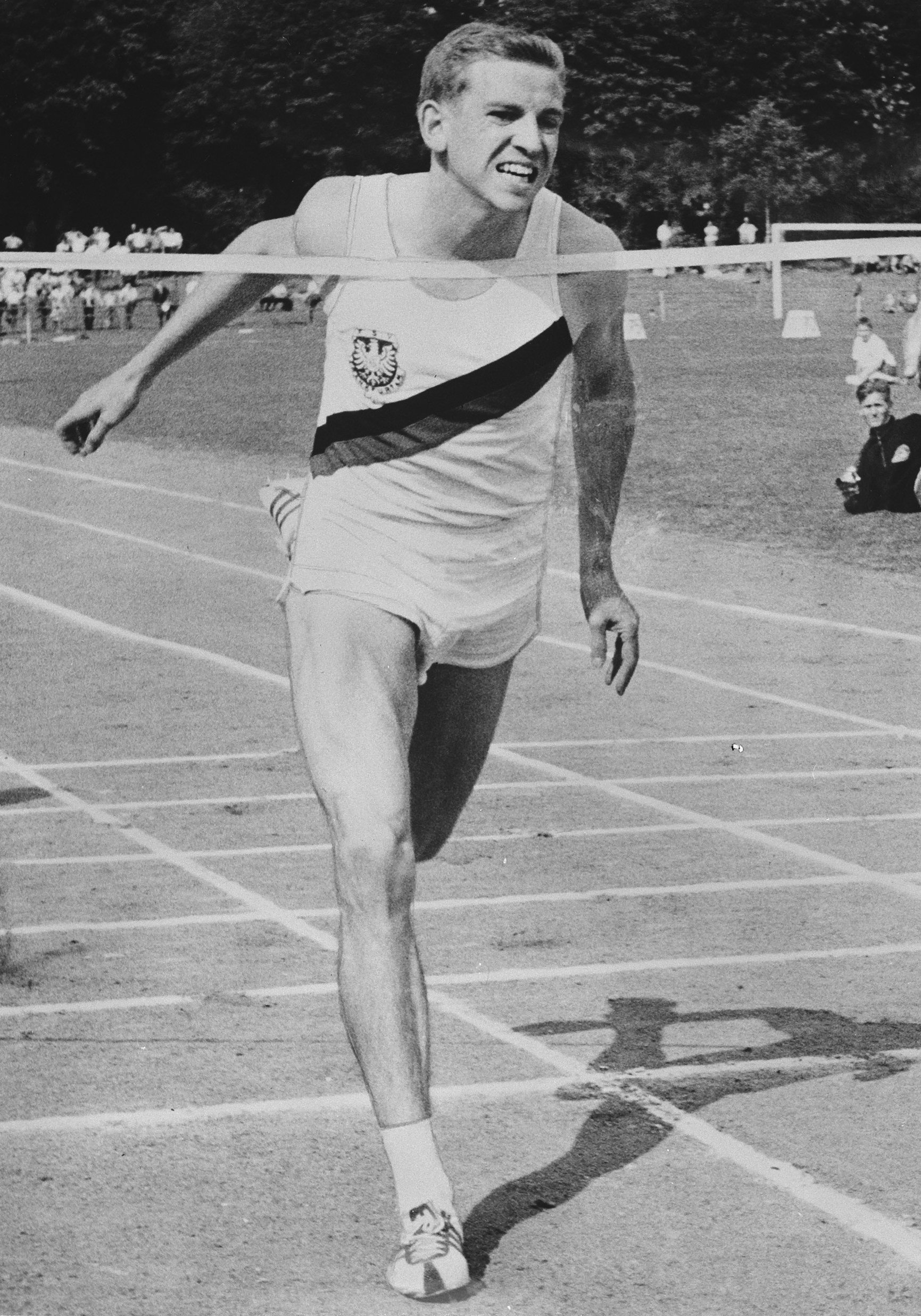
Mit knappem Vorsprung wurde Armin Hary Olympiasieger

Armin Harys Weltrekord von 10,0 Sekunden hatte der Kanadier Harry Jerome im Juli eingestellt. Mit seinem Sieg bei den US-Meisterschaften hatte sich Ray Norton in die Favoritenposition gelaufen. Armin Hary unterbot den alten olympischen Rekord mit 10,2 s bereits im Zwischenlauf, im Halbfinale gab Jerome verletzt auf. Nach zwei Fehlstarts – verursacht durch Dave Sime und dann durch Hary – ging das Feld im Finale geschlossen aus den Startblöcken. Hary lag sofort in Führung, Sime kam gegen Ende stark auf, aber Hary rettete seinen Vorsprung gerade noch ins Ziel. Armin Harys Sieg war der erste Olympiasieg in der Leichtathletik für Deutschland seit 1936.

### 200 m
| Platz | Athlet         | Land | Offiz. hand- gestoppte Zeit | Inoffiz. elek- tron. Zeit |
| ----- | -------------- | ---- | --------------------------- | ------------------------- |
| 1     | Livio Berruti  | ITA  | 20,5 s WRe/ORe              | 20,62 s                   |
| 2     | Lester Carney  | USA  | 20,6 s                      | 20,69 s                   |
| 3     | Abdoulaye Seye | FRA  | 20,7 s                      | 20,83 s                   |
| 4     | Marian Foik    | POL  | 20,8 s                      | 20,90 s                   |
| 5     | Stone Johnson  | USA  | 20,8 s                      | 20,93 s                   |
| 6     | Ray Norton     | USA  | 20,9 s                      | 21,09 s                   |

Finale: 3. September, 18:00 Uhr

Wind: ±0,0 m/s

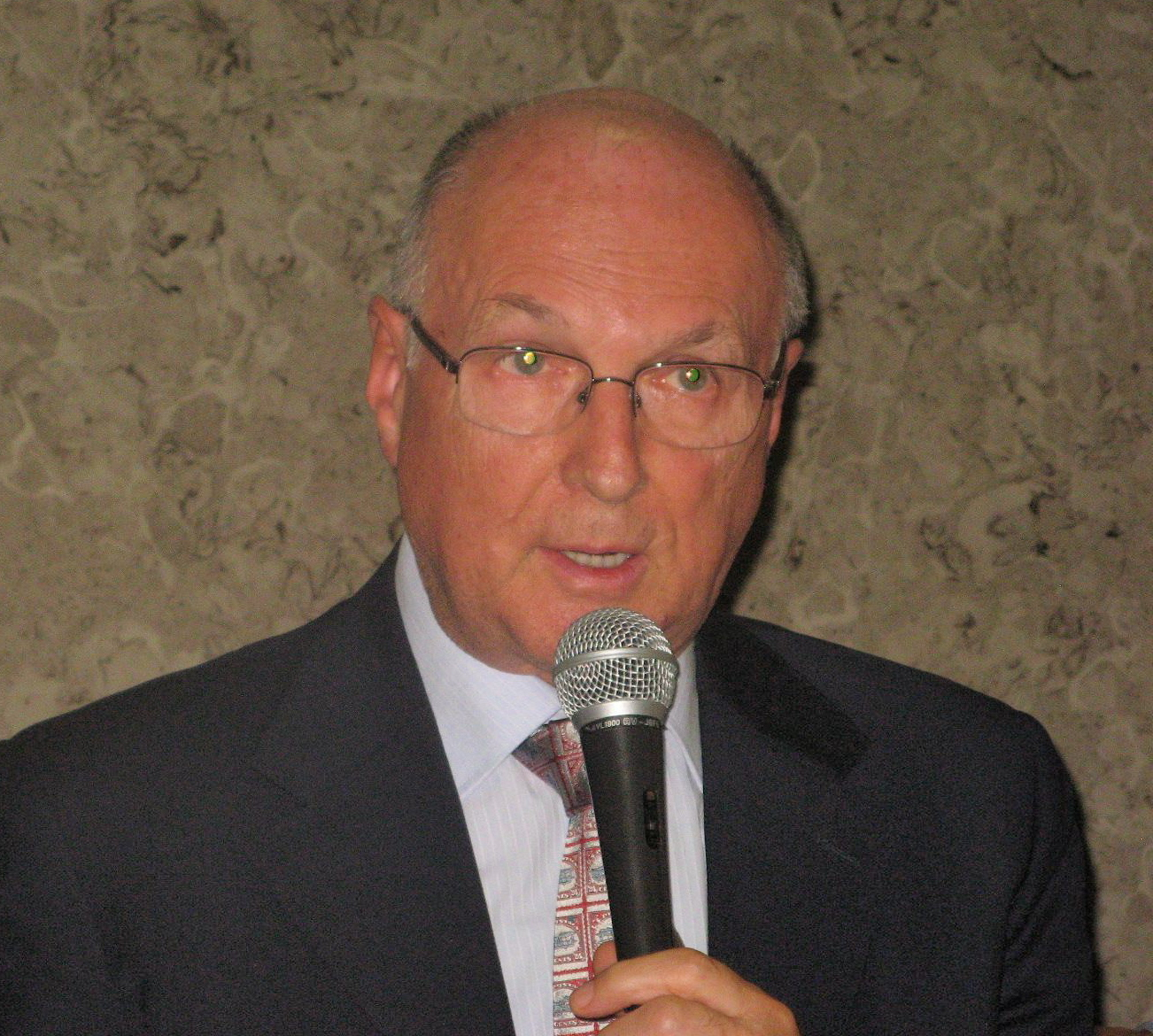
Olympiasieger Livio Berruti (hier im Jahr 2011) egalisierte zweimal den Weltrekord

Nachdem Ray Norton den alten Weltrekord von 20,6 s in den Jahren 1959 und 1960 viermal eingestellt hatte, verbesserte der Brite Peter Radford im Mai 1960 den Rekord auf 20,5 s. Stone Johnson und Ray Norton egalisierten diese Leistung bei den US-Trials. Aber Norton war nicht in der Form dieser Ausscheidungswettkämpfe. Im Halbfinale stellte Livio Berruti den Weltrekord ein. Dies gelang dem sehr schlanken und dadurch grazil wirkenden Italiener im Finale erneut. Er war der erste Olympiasieger seit Percy Williams 1928, der nicht aus den USA kam, und der erste europäische Olympiasieger überhaupt auf dieser Strecke.

### 400 m

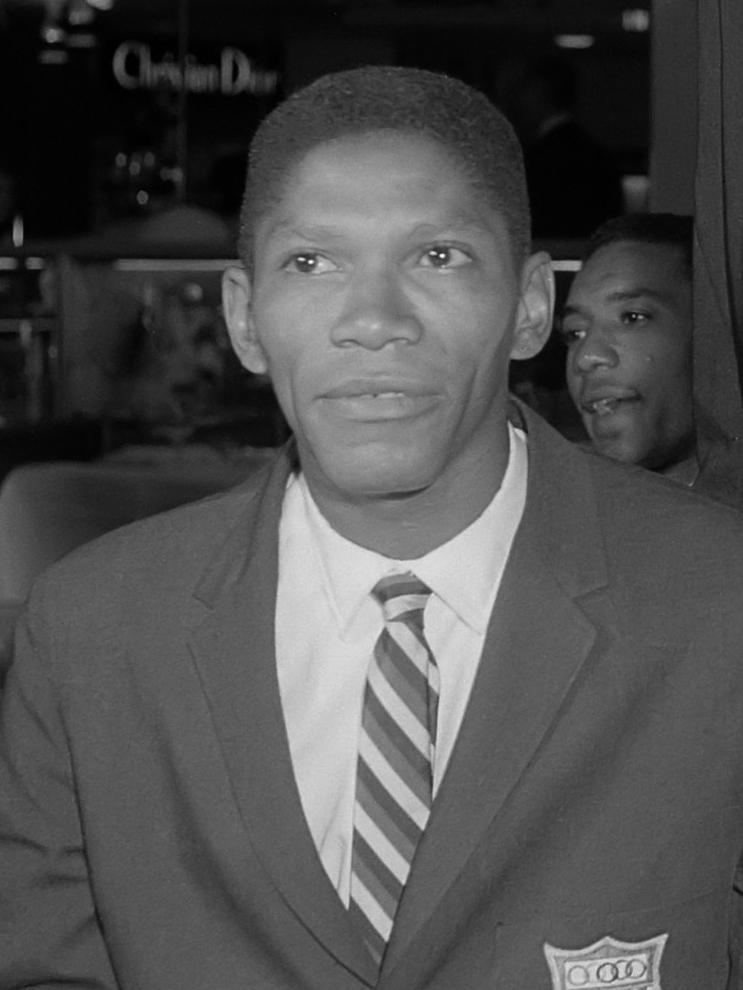
Otis Davis – Olympiasieger mit einem Vorsprung von einer Hundertstelsekunde

| Platz | Athlet         | Land | Offiz. hand- gestoppte Zeit | Inoffiz. elek- tron. Zeit |
| ----- | -------------- | ---- | --------------------------- | ------------------------- |
| 1     | Otis Davis     | USA  | 44,9 s WR                   | 45,07 s                   |
| 2     | Carl Kaufmann  | EUA  | 44,9 s WR                   | 45,08 s                   |
| 3     | Malcolm Spence | RSA  | 45,5 s000                   | 45,60 s                   |
| 4     | Milkha Singh   | IND  | 45,6 s000                   | 45,73 s                   |
| 5     | Manfred Kinder | EUA  | 45,9 s000                   | 46,04 s                   |
| 6     | Earl Young     | USA  | 45,9 s000                   | 46,07 s                   |

Finale: 6. September, 15:45 Uhr
Der Weltrekord von Lou Jones stand seit 1956 bei 45,2 s, der olympische Rekord seit 1952 bei 45,9 s. Im ersten Halbfinale lief Otis Davis mit 45,5 s neuen Olympiarekord. Malcolm Spence war im Finale bei halber Strecke mit 21,2 Sekunden der Schnellste, in der Zielkurve ging Otis Davis in Führung und auf der Zielgeraden kämpfte sich Carl Kaufmann an Davis heran, konnte ihn jedoch nicht ganz einholen. Im Ziel lag Davis mit elektronisch gestoppten 44,91 s vor Kaufmann in 44,93 s. Da aber nur handgestoppte Zeiten gewertet wurden, hatten beide den Weltrekord um drei Zehntelsekunden verbessert.

### 800 m
- Überraschungsolympiasieger Peter Snell
(hier im Jahr 1964)

| Platz | Athlet               | Land | Zeit (min) |
| ----- | -------------------- | ---- | ---------- |
| 1     | Peter Snell          | NZL  | 1:46,3 OR  |
| 2     | Roger Moens          | BEL  | 1:46,5000  |
| 3     | George Kerr          | BWI  | 1:47,1000  |
| 4     | Paul Schmidt         | EUA  | 1:47,6000  |
| 5     | Christian Wägli      | SUI  | 1:48,1000  |
| 6     | Manfred Matuschewski | EUA  | 1:52,0000  |

Finale: 2. September

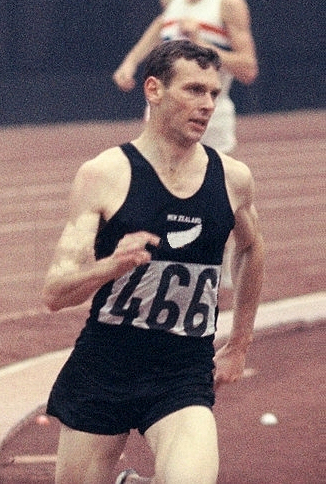
Überraschungsolympiasieger Peter Snell (hier im Jahr 1964)

Der Weltrekordler Roger Moens galt als klarer Favorit, im Halbfinale war George Kerr mit 1:47,1 min der Schnellste. Das Finale wurde lange von Christian Wägli bestimmt, der als schlechtester Spurter das Tempo hochhielt und bis zur 600-Meter-Marke führte. Moens übernahm in der Zielkurve die Spitze und fühlte sich wie der sichere Sieger, aber auf der Innenbahn schob sich Peter Snell an ihm vorbei und holte seine erste Goldmedaille. Kerr gewann Bronze und der Deutsche Paul Schmidt wurde Vierter. Erst nachdem Snell vier Jahre später zwei weitere Goldmedaillen gewonnen hatte, erkannte Moens, dass eine Silbermedaille hinter Peter Snell ein Erfolg und keine Enttäuschung war.

### 1500 m
| Platz | Athlet             | Land | Zeit (min) |
| ----- | ------------------ | ---- | ---------- |
| 1     | Herb Elliott       | AUS  | 3:35,6 WR  |
| 2     | Michel Jazy        | FRA  | 3:38,4000  |
| 3     | István Rózsavölgyi | HUN  | 3:39,2000  |
| 4     | Dan Waern          | SWE  | 3:40,0000  |
| 5     | Zoltan Vamoș       | ROM  | 3:40,8000  |
| 6     | Dyrol Burleson     | USA  | 3:40,9000  |
| 7     | Michel Bernard     | FRA  | 3:41,5000  |
| 8     | Jim Grelle         | USA  | 3:45,0000  |

Finale: 6. September, 16:15 Uhr

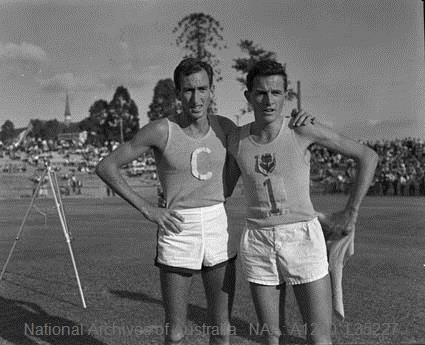
Herb Elliott (links) wurde seiner Favoritenrolle gerecht: er eroberte Gold und Weltrekord

Herb Elliott reiste als Weltrekordler über 1500 Meter und über die Meile an. Auf beiden Strecken war er seit Jugendzeiten ungeschlagen. Im Finale besorgten die Tempoläufer Michel Bernard und Dan Waern die Führungsarbeit bis zur 800-Meter-Marke, dann übernahm Elliott die Spitze und gab sie bis ins Ziel nicht mehr ab. Er verbesserte seinen eigenen Weltrekord und hatte auf den Zweitplatzierten Michel Jazy zwanzig Meter Vorsprung.

### 5000 m

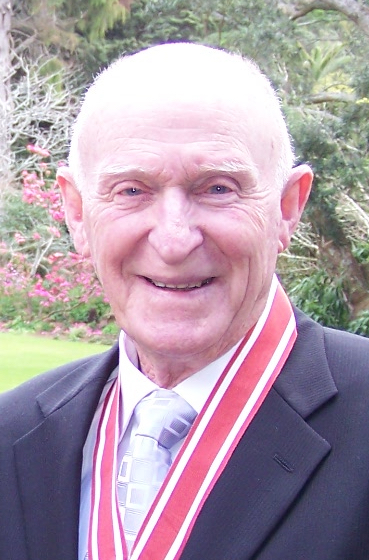
Murray Halberg – Olympiasieger nach einer Alleinflucht über mehr als einen Kilometer

| Platz | Athlet           | Land | Zeit (min) |
| ----- | ---------------- | ---- | ---------- |
| 1     | Murray Halberg   | NZL  | 13:43,4    |
| 2     | Hans Grodotzki   | EUA  | 13:44,6    |
| 3     | Kazimierz Zimny  | POL  | 13:44,8    |
| 4     | Friedrich Janke  | EUA  | 13:46,8    |
| 5     | Dave Power       | AUS  | 13:51,8    |
| 6     | Nyandika Maiyoro | KEN  | 13:52,8    |
| 7     | Michel Bernard   | FRA  | 14:04,2    |
| 8     | Horst Flosbach   | EUA  | 14:06,6    |

Finale: 2. September, 17:10 Uhr
Nachdem zuvor bereits Peter Snell über 800 Meter gewonnen hatte, holte mit Murray Halberg der zweite Schützling von Trainer Arthur Lydiard Gold. Halberg übernahm drei Runden vor Schluss die Initiative und riss mit einem Zwischenspurt das Feld auseinander. Hans Grodotzki, Friedrich Janke und Kazimierz Zimny folgten Halberg und kamen auf der Schlussrunde immer näher an den Führenden heran, der aber bis ins Ziel durchhielt. Grodotzki sicherte sich knapp vor Zimny die Silbermedaille. Mit Janke auf Rang vier und Horst Flosbach auf Rang acht erreichten die deutschen Läufer ein sehr gutes Mannschaftsergebnis.

### 10.000 m
| Platz | Athlet                 | Land | Zeit (min) |
| ----- | ---------------------- | ---- | ---------- |
| 1     | Pjotr Bolotnikow       | URS  | 28:32,2 OR |
| 2     | Hans Grodotzki         | EUA  | 28:37,0000 |
| 3     | Dave Power             | AUS  | 28:38,2000 |
| 4     | Alexei Dessjattschikow | URS  | 28:39,6000 |
| 5     | Murray Halberg         | NZL  | 28:48,5000 |
| 6     | Max Truex              | USA  | 28:50,2000 |
| 7     | Zdzisław Krzyszkowiak  | POL  | 28:52,4000 |
| 8     | John Merriman          | GBR  | 28:52,6000 |

Start 8. September, 17:15 Uhr
Nachdem zuletzt Emil Zátopek und Wolodymyr Kuz jeweils ein Doppelsieg über 5000 und 10.000 Meter gelungen war, versuchte auch Murray Halberg sein Glück. Lediglich der Ungar Sándor Iharos hatte eine schnellere Bestzeit aufzuweisen als Halberg. Durch einen Regenschauer hatte sich die Temperatur gesenkt und die Bedingungen waren angenehmer als befürchtet. Nach siebentausend Metern setzen sich vier Läufer von den anderen ab, auch Halberg und Iharos konnten nicht mehr folgen. Pjotr Bolotnikow sicherte sich die Goldmedaille erst in der letzten Runde, als er mit seinem Endspurt seinen Gegnern keine Chance ließ.

### Marathon
| Platz | Athlet               | Land | Zeit (h)      |
| ----- | -------------------- | ---- | ------------- |
| 1     | Abebe Bikila         | ETH  | 2:15:16,2 WBL |
| 2     | Rhadi Ben Abdesselam | MAR  | 2:15:41,60000 |
| 3     | Barry Magee          | NZL  | 2:17:18,20000 |
| 4     | Konstantin Worobjow  | URS  | 2:19:09,60000 |
| 5     | Sergei Popow         | URS  | 2:19:18,80000 |
| 6     | Thyge Thøgersen      | DEN  | 2:21:03,40000 |
| 7     | Abebe Wakgira        | ETH  | 2:21:09,40000 |
| 8     | Bakir Benaïssa       | MAR  | 2:21:21,40000 |

Datum: 10. September, 17:30 Uhr

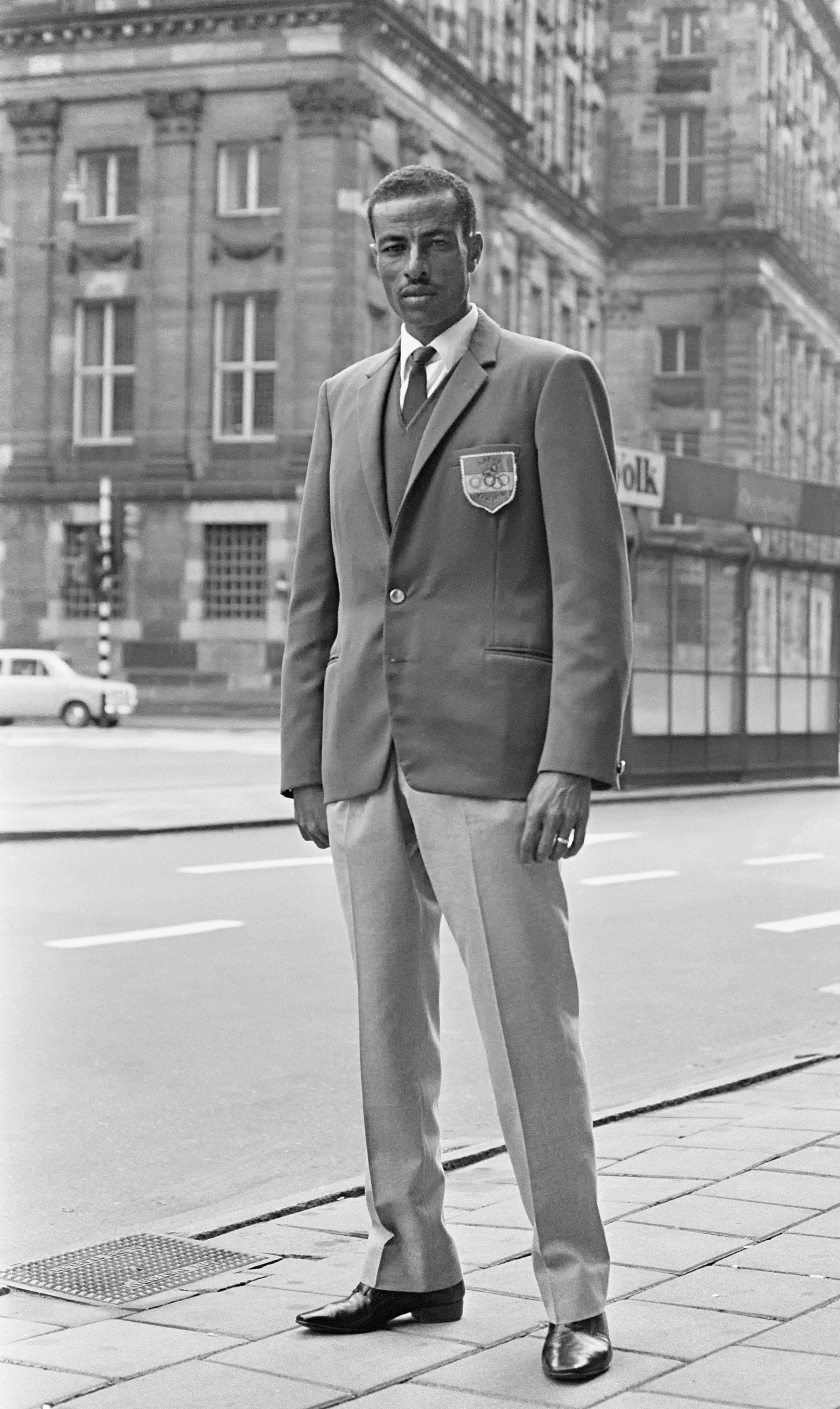
Olympiasieger Abebe Bikila im Jahr 1969

Der Marathonlauf wurde am Campidoglio gestartet. Über den Viale Cristofero Colombo ging es in den Süden nach Citinia und von dort zur Via Appia Antica, auf der stadteinwärts die letzten Kilometer gelaufen wurden, das Ziel befand sich am Konstantinsbogen.
Abebe Bikila war in 2400 Meter Höhe bereits 2:21:23,0 h gelaufen, was aber in Europa kaum bekannt war. Bikila lief die Strecke barfuß und unterbot trotzdem die bisherige Weltbestzeit des Russen Sergei Popow. Bikila war nicht der erste Afrikaner, der auf der Marathonstrecke siegte. Bereits 1912 hatte der weiße Südafrikaner Ken McArthur gesiegt. Die Algerier Boughéra El Ouafi 1928 und Alain Mimoun 1956 hatten für Frankreich gewonnen. Aber Bikila war der erste Olympiasieger der im Afrika südlich der Sahara geboren worden ist. Sein Sieg vor einem Marokkaner war auf der historischen Strecke im letzten Leichtathletikwettbewerb von Rom auch wie ein Ausblick in die Zukunft des Langstreckenlaufs.

### 110 m Hürden
| Platz | Athlet                | Land | Offiz. hand- gestoppte Zeit | Inoffiz. elek- tron. Zeit |
| ----- | --------------------- | ---- | --------------------------- | ------------------------- |
| 1     | Lee Calhoun           | USA  | 13,8 s                      | 13,98 s                   |
| 2     | Willie May            | USA  | 13,8 s                      | 13,99 s                   |
| 3     | Hayes Jones           | USA  | 14,0 s                      | 14,17 s                   |
| 4     | Martin Lauer          | EUA  | 14,0 s                      | 14,20 s                   |
| 5     | Keith Gardner         | BWI  | 14,4 s                      | 14,55 s                   |
| 6     | Walentin Tschistjakow | URS  | 14,6 s                      | 14,71 s                   |

Finale: 5. September, 16:45 Uhr

Wind: +0,1 m/s
Martin Lauer hatte 1959 den Weltrekord auf 13,2 s verbessert. Lee Calhoun, der Olympiasieger von 1956, hatte unmittelbar vor den Spielen in Rom diesen Rekord eingestellt. Im olympischen Finale kämpften Calhoun und Willie May vorn um Gold und dahinter Hayes Jones und Lauer um Bronze. Laut der inoffiziellen elektronischen Zeitnahme lag Calhoun im Ziel um eine Hundertstelsekunde vor May, im Kampf um Platz drei Jones drei Hundertstelsekunden vor Lauer. Mit Calhouns Sieg hatte auch auf der zweiten Hürdenstrecke neben den 400 Meter Hürden der Olympiasieger von Melbourne gewonnen.
Die offiziellen Windangaben sind offensichtlich nur bei eindeutigem Rückenwind korrekt. Bei Gegenwind dagegen wurden stets Werte von Windstille oder sogar von minimalem Rückenwind ausgewiesen. Hier im Finale wehte den Läufern ein ziemlich starker Wind entgegen. So relativieren sich die zunächst nicht unbedingt hochklassisch erscheinenden Zeiten erheblich.

### 400 m Hürden
| Platz | Athlet          | Land | Offiz. hand- gestoppte Zeit | Inoffiz. elek- tron. Zeit |
| ----- | --------------- | ---- | --------------------------- | ------------------------- |
| 1     | Glenn Davis     | USA  | 49,3 s OR                   | 49,51 s                   |
| 2     | Clifton Cushman | USA  | 49,6 s000                   | 49,77 s                   |
| 3     | Dick Howard     | USA  | 49,7 s000                   | 49,90 s                   |
| 4     | Helmut Janz     | EUA  | 49,9 s000                   | 50,05 s                   |
| 5     | Jussi Rintamäki | FIN  | 50,8 s000                   | 50,98 s                   |
| 6     | Bruno Galliker  | SUI  | 51,0 s000                   | 51,11 s                   |

Finale: 2. September, 16:00 Uhr
Der Olympiasieger von 1956 und Weltrekordhalter Glenn Davis war klarer Favorit. Einer der Mitfavoriten, Gert Potgieter aus Südafrika, hatte sich kurz vor den Spielen bei einem Autounfall schwer verletzt und konnte nicht antreten. Im Finale von Rom lief Davis vorne weg zu Gold, dann folgten seine beiden Landsleute Clifton Cushman und Dick Howard auf den Medaillenrängen. Der Deutsche Helmut Janz blieb als erster Europäer unter 50 Sekunden, aber auch der Europarekord reichte ihm nicht für eine Medaille. Bruno Galliker aus der Schweiz hatte im Halbfinale in 51,3 s ganz knapp den Italiener Salvatore Morale ausgeschaltet, im Finale war Galliker jedoch chancenlos.

### 3000 m Hindernis
| Platz | Athlet                | Land | Zeit (min) |
| ----- | --------------------- | ---- | ---------- |
| 1     | Zdzisław Krzyszkowiak | POL  | 8:34,2 OR  |
| 2     | Nikolai Sokolow       | URS  | 8:36,4000  |
| 3     | Semjon Rschischtschin | URS  | 8:42,2000  |
| 4     | Gaston Roelants       | BEL  | 8:47,6000  |
| 5     | Gunnar Tjörnebo       | SWE  | 8:58,6000  |
| 6     | Ludwig Müller         | EUA  | 9:01,6000  |
| 7     | Deacon Jones          | USA  | 9:18,2000  |
| 8     | Alexei Konow          | URS  | 9:18,2000  |

Finale: 3. September, 16:50 Uhr
Zdzisław Krzyszkowiak, der Europameister von 1958, hatte Ende Juni einen neuen Weltrekord aufgestellt und war klarer Favorit. Als tempoharter Läufer folgte er den drei sowjetischen Athleten, bei denen sich Alexei Konow an der Spitze für seine Mannschaftskameraden opferte. Krzyszkowiak siegte schließlich mit neuem olympischen Rekord.
Der deutsche Athlet Hans Hüneke gab im Endlauf auf.

### 4 × 100 m Staffel
| Pl. | Land           | Athleten | Offiz. hand- gestoppte Zeit | Inoffiz. elek- tron. Zeit |
| --- | -------------- | --- | --------------------------- | ------------------------- |
| 1   | Deutschland    | Bernd Cullmann Armin Hary Walter Mahlendorf Martin Lauer                                                     | 39,5 s WRe/ORe              | 39,66 s                   |
| 2   | Sowjetunion    | Gusman Kossanow Leonid Bartenew Juri Konowalow Edwin Osolin                                                  | 40,1 s                      | 40,24 s                   |
| 3   | Großbritannien | Peter Radford David Jones David Segal Nick Whitehead                                                         | 40,2 s                      | 40,32 s                   |
| 4   | Italien        | Armando Sardi Pier Giorgio Cazzola Salvatore Giannone Livio Berruti                                          | 40,2 s                      | 40,33 s                   |
| 5   | Venezuela      | Clive Bonas (Halbfinale/Finale) Lloyd Murad Emilio Romero Rafael Romero im Vorlauf außerdem: Horacio Esteves | 40,7 s                      | 40,83 s                   |
| DSQ | USA            | Frank Budd Ray Norton Stone Johnson Dave Sime                                                                | Wechselmarke überlaufen     | Wechselmarke überlaufen   |

Finale: 8. September, 18:10 Uhr
Nachdem Manfred Germar erkrankt war, brauchte die deutsche Staffel einen neuen Schlussläufer. Als Ersatz kamen Manfred Steinbach und Martin Lauer in Frage, die beide in ihren Spezialdisziplinen jeweils Olympiavierte geworden waren. Die Wahl fiel auf Lauer, und schon im Vorlauf stellte die neuformierte deutsche Staffel den Weltrekord von 39,5 s ein. Deutschland und die USA gewannen ihre Halbfinals jeweils mit 39,7 s. Im Finale übertrat Norton seine Wechselmarke. Das amerikanische Team setzte das Rennen jedoch fort und lieferte sich bis ins Ziel einen engen Zweikampf mit den Deutschen. Sime war zwar vorn, aber die Disqualifikation war bereits angezeigt. Die US-Staffel wurde zwar mit 39,4 s gemessen, was zählte, war jedoch die Einstellung der Weltrekordzeit durch das deutsche Team. Nach der Disqualifikation der Amerikaner war das deutsche Team Olympiasieger.
Armin Hary war mit dem Staffelsieg der erste deutsche Leichtathlet mit zwei Goldmedaillen. Für die US-Läufer hingegen vollendete sich, was sich in den Finales über 100 und 200 Meter abgezeichnet hatte. Zum ersten Mal, seitdem die Sprintstaffel im Jahre 1912 bei Olympischen Spielen ausgetragen wurde, gewannen die US-Sprinter kein Gold auf einer der drei kurzen Sprintstrecken. Dieses Debakel wiederholte sich – abgesehen von den Spielen 1980 in Moskau, an denen keine US-amerikanischen Athleten teilnahmen – erst wieder 2008 in Peking.

### 4 × 400 m Staffel
| Pl. | Land                    | Athleten                                                        | Offiz. hand- gestoppte Zeit | Inoffiz. elek- tron. Zeit |
| --- | ----------------------- | --------------------------------------------------------------- | --------------------------- | ------------------------- |
| 1   | USA                     | Jack Yerman Earl Young Glenn Davis Otis Davis                   | 3:02,2 min WR               | 3:02,37 min               |
| 2   | Deutschland             | Hans-Joachim Reske Manfred Kinder Johannes Kaiser Carl Kaufmann | 3:02,7 min000               | 3:02,84 min               |
| 3   | Westindische Föderation | Malcolm Spence James Wedderburn Keith Gardner George Kerr       | 3:04,0 min000               | 3:04,13 min               |
| 4   | Südafrikanische Union   | Edward Jefferys Edgar Davis Gordon Day Malcolm Spence           | 3:05,0 min000               | 3:05,18 min               |
| 5   | Großbritannien          | Malcolm Yardley Barry Jackson John Wrighton Robbie Brightwell   | 3:08,3 min000               | 3:08,47 min               |
| 6   | Schweiz                 | René Weber Ernst Zaugg Hansruedi Bruder Christian Wägli         | 3:09,4 min000               | 3:09,55 min               |

Finale: 8. September, 16:30 Uhr
Der Weltrekord der jamaikanischen Staffel von 1952 stand bei 3:03,9 min. Hier in Rom waren die Jamaikaner als Teil der Westindischen Föderation am Start, wobei George Kerr, Mal Spence und Keith Gardner aus Jamaika stammten, James Wedderburn kam gebürtig aus Barbados. Im Finale führten von Beginn an die US-Amerikaner. Die deutsche Staffel lag nach ihrem zweiten Läufer Manfred Kinder auf Platz zwei und gewann am Ende die Silbermedaille. Das amerikanische Team stellte einen neuen Weltrekord auf, auch die deutsche Staffel unterbot den früheren Rekord noch.

### 20 km Gehen
| Platz | Athlet                  | Land | Zeit (h)  |
| ----- | ----------------------- | ---- | --------- |
| 1     | Wolodymyr Holubnytschyj | URS  | 1:34:07,2 |
| 2     | Noel Freeman            | AUS  | 1:34:16,4 |
| 3     | Stan Vickers            | GBR  | 1:34:56,4 |
| 4     | Dieter Lindner          | EUA  | 1:35:33,8 |
| 5     | Norman Read             | NZL  | 1:36:59,0 |
| 6     | Lennart Back            | SWE  | 1:37:17,0 |
| 7     | John Ljunggren          | SWE  | 1:37:59,0 |
| 8     | Ladislav Moc            | TCH  | 1:38:32,4 |

Datum: 2. September, 11:30 Uhr
Die Strecke war ein Rundkurs im Foro Italico an den Tennisplätzen und am Schwimmstadion vorbei zum Tiber. Insgesamt mussten dreizehn Runden zurückgelegt werden, Start und Ziel war das Stadio Olimpico.
Gegen Mitte des Rennens setzte sich Wolodymyr Holubnytschyj vom Feld ab und hatte schnell einen so großen Vorsprung, dass ihm auch die Schlussattacke des Australiers Noel Freeman nicht mehr gefährlich werden konnte. Holubnytschyj hatte die Olympischen Spiele 1956 wegen einer Erkrankung verpasst. Seine olympische Karriere von 1960 bis 1976 brachte ihm bei fünf Starts vier Medaillen (2 × Gold/1 × Silber/1 × Bronze) ein.

### 50 km Gehen
| Platz | Athlet                  | Land | Zeit (h)     |
| ----- | ----------------------- | ---- | ------------ |
| 1     | Don Thompson            | GBR  | 4:25:30,0 OR |
| 2     | John Ljunggren          | SWE  | 4:25:47,0000 |
| 3     | Abdon Pamich            | ITA  | 4:27:55,4000 |
| 4     | Oleksandr Schtscherbyna | URS  | 4:31:44,0000 |
| 5     | Tom Misson              | GBR  | 4:33:03,0000 |
| 6     | Alex Oakley             | CAN  | 4:33:08,6000 |
| 7     | Giuseppe Dordoni        | ITA  | 4:33:28,8000 |
| 8     | Zora Singh              | IND  | 4:37:45,0000 |

Datum: 7. September, 14:30 Uhr
Die Strecke war ein einfacher Wendekurs. Vom Stadio Olimpico ging es den Tiber entlang, nach elf Kilometern wurde der Fluss auf der Ponte Marconi überquert. Der Wendepunkt lag in Acilia im Süden Roms.
Von 39 gestarteten Gehern erreichten 28 das Ziel. Don Thompson übernahm nach dreißig Kilometern die Führung, dicht gefolgt von John Ljungberg, der schon das 20-km-Gehen in den Beinen hatte. Thompson löste sich an der Verpflegungsstation bei Kilometer 45 von Ljunggren. Unter den sieben Erstplatzierten waren vier Geher, die auf dieser Strecke von 1948 bis 1964 Olympiasieger wurden oder es noch werden sollten. Nur der Olympiasieger von 1956 Norman Read aus Neuseeland gab unterwegs auf.

### Hochsprung
| Platz | Athlet              | Land | Höhe (m) |
| ----- | ------------------- | ---- | -------- |
| 1     | Robert Schawlakadse | URS  | 2,16 OR0 |
| 2     | Waleri Brumel       | URS  | 2,16 ORe |
| 3     | John Thomas         | USA  | 2,140000 |
| 4     | Wiktor Bolschow     | URS  | 2,140000 |
| 5     | Stig Pettersson     | SWE  | 2,090000 |
| 6     | Charles Dumas       | USA  | 2,030000 |
| 7     | Jiří Lanský         | TCH  | 2,030000 |
| 7     | Kjell-Åke Nilsson   | SWE  | 2,030000 |
| 7     | Theo Püll           | EUA  | 2,030000 |

Finale: 1. September, 15:15 Uhr
John Thomas hatte wegen einer Verletzung 1959 aussetzen müssen. 1960 bei seinem Comeback war er vier Weltrekorde bis zur Höhe von 2,22 m gesprungen und hatte insgesamt vierzehn Wettbewerbe gewonnen, alle mit Höhen von 2,13 m oder mehr. Damit galt der 19-jährige Thomas als klarer Favorit. In Rom war er bei 2,14 m nicht wie gewohnt allein im Wettbewerb, sondern zusammen mit drei Springern aus der Sowjetunion. Thomas war auch nicht Wettkämpfe von vier Stunden Dauer gewohnt, während die sowjetischen Springer genau dies vorher geprobt hatten. In den folgenden Jahren dominierte Waleri Brumel, hier Silbermedaillengewinner, den Hochsprung.

### Stabhochsprung
| Platz | Athlet          | Land | Höhe (m) |
| ----- | --------------- | ---- | -------- |
| 1     | Don Bragg       | USA  | 4,70 OR  |
| 2     | Ron Morris      | USA  | 4,60000  |
| 3     | Eeles Landström | FIN  | 4,55000  |
| 4     | Rolando Cruz    | PUR  | 4,55000  |
| 5     | Günter Malcher  | EUA  | 4,50000  |
| 6     | Ihor Petrenko   | URS  | 4,50000  |
| 6     | Matti Sutinen   | FIN  | 4,50000  |
| 8     | Rudolf Tomášek  | TCH  | 4,50000  |

Finale: 7. September, 13:30 Uhr

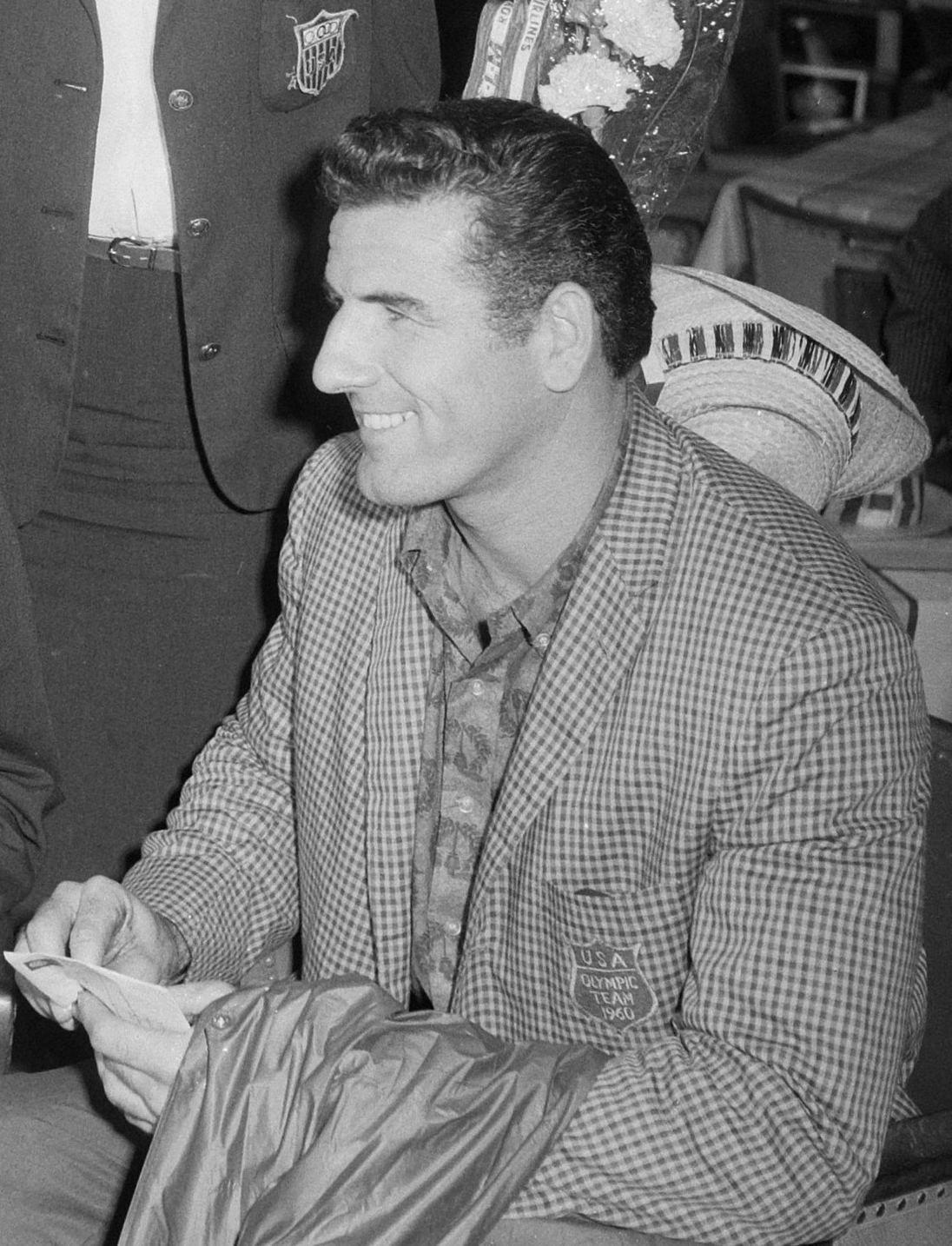
Olympiasieger Don Bragg

1957 hatte Bob Gutowski mit dem Aluminium-Stab den fünfzehn Jahre alten Bambus-Weltrekord von Cornelius Warmerdam auf 4,78 m verbessert, ohne Anerkennung als Weltrekord war er sogar 4,82 m gesprungen. Don Bragg verbesserte bei den US-Trials den Weltrekord mit dem Metall-Stab auf 4,80 m und reiste als klarer Favorit nach Rom. Im Gegensatz zu anderen Mitgliedern der US-Mannschaft wurde er seiner Favoritenrolle gerecht und sprang sicher zum Titel. Er versuchte sich auch noch an der Weltrekordhöhe von 4,82 m, scheiterte aber deutlich. Braggs Weltrekord wurde erst mit dem Glasfiberstab gebrochen, der sich ab 1961 allgemein durchsetzte.

### Weitsprung

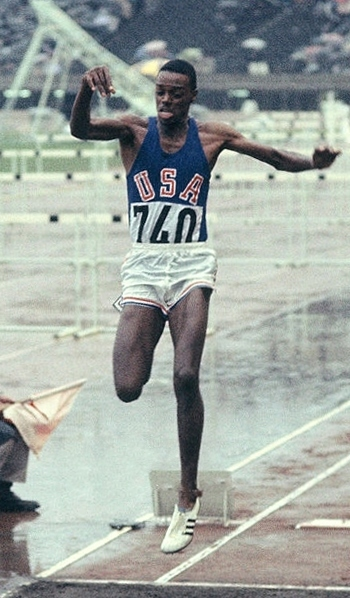
Der Favorit Ralph Boston (hier im Jahr 1964) gewann Gold mit neuem olympischen Rekord

| Platz | Athlet              | Land | Weite (m) |
| ----- | ------------------- | ---- | --------- |
| 1     | Ralph Boston        | USA  | 8,12 OR   |
| 2     | Bo Roberson         | USA  | 8,11000   |
| 3     | Igor Ter-Owanessjan | URS  | 8,04000   |
| 4     | Manfred Steinbach   | EUA  | 8,00000   |
| 5     | Jorma Valkama       | FIN  | 7,69000   |
| 6     | Christian Collardot | FRA  | 7,68000   |
| 7     | Henk Visser         | NED  | 7,66000   |
| 8     | Dmytro Bondarenko   | URS  | 7,58000   |

Finale: 2. September, 16:20 Uhr
Drei Wochen vor dem Wettkampf hatte Ralph Boston mit 8,21 m den Weltrekord von Jesse Owens nach 25 Jahren und zweieinhalb Monaten übertroffen. Im olympischen Finale übertrafen Boston und Roberson auch die damals von zu starkem Rückenwind unterstützte und dennoch anerkannte Bestweite von 8,06 m, die Owens bei seinem Olympiasieg 1936 gesprungen war. Boston gelang sein weitester Sprung im dritten Versuch, im sechsten Durchgang sprangen drei weitere Athleten über acht Meter, Igor Ter-Owanesjan verbesserte als Bronzemedaillengewinner den Europarekord, Steinbach als Viertplatzierter den deutschen Rekord. Die beiden jungen Springer Boston und Ter-Owanesjan sollten den Weitsprung in den nächsten Jahren prägen.
Platz neun ging an den deutschen Teilnehmer Manfred Molzberger mit einer Weite von 7,49 m, der dritte deutsche Springer Fritz Köppen hatte sich nicht für das Finale qualifiziert.

### Dreisprung

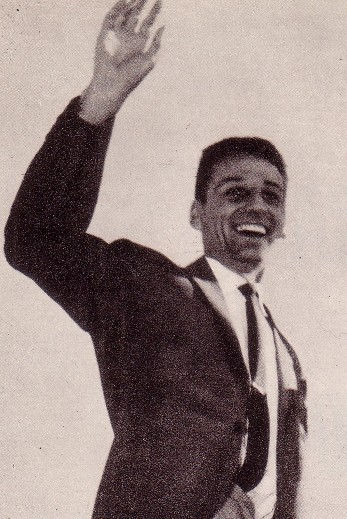
Olympiasieger Józef Szmidt verbesserte den Olympiarekord dreimal

| Platz | Athlet               | Land | Weite (m) |
| ----- | -------------------- | ---- | --------- |
| 1     | Józef Szmidt         | POL  | 16,81 OR  |
| 2     | Wladimir Gorjajew    | URS  | 16,63000  |
| 3     | Witold Krejer        | URS  | 16,43000  |
| 4     | Ira Davis            | USA  | 16,41000  |
| 5     | Vilhjálmur Einarsson | ISL  | 16,37000  |
| 6     | Ryszard Malcherczyk  | POL  | 16,01000  |
| 7     | Manfred Hinze        | EUA  | 15,93000  |
| 8     | Kari Rahkamo         | FIN  | 15,84000  |

Finale: 6. September, 15:00 Uhr
Die 1950er Jahre waren im Dreisprung die Ära des Brasilianers Adhemar da Silva gewesen, in Rom belegte er im Vorkampf nur noch den 14. Rang. Am 5. August 1960 war Józef Szmidt als erster über 17 Meter gesprungen. Die Ära Szmidt hatte zwei Jahre zuvor mit dem Europameistertitel begonnen, in Rom war er seinen Gegnern deutlich überlegen. Im letzten Versuch übertraf Witold Krejer den Amerikaner Ira Davis; als dieser ihm gratulieren wollte, wehrte Krejer ab, weil Vilhjálmur Einarsson noch einen Versuch ausstehen hatte. Das Publikum interpretierte Krejers Verhalten fälschlicherweise als amerikafeindlich und pfiff ihn gnadenlos aus.

### Kugelstoßen
| Platz | Athlet           | Land | Weite (m) |
| ----- | ---------------- | ---- | --------- |
| 1     | Bill Nieder      | USA  | 19,68 OR  |
| 2     | Parry O’Brien    | USA  | 19,11000  |
| 3     | Dallas Long      | USA  | 19,01000  |
| 4     | Wiktor Lipsnis   | URS  | 17,90000  |
| 5     | Mike Lindsay     | GBR  | 17,80000  |
| 6     | Alfred Sosgórnik | POL  | 17,57000  |
| 7     | Dietrich Urbach  | EUA  | 17,47000  |
| 8     | Martyn Lucking   | GBR  | 17,43000  |

Finale: 31. August, 16:50 Uhr
Parry O’Brien hatte bereits zweimal Gold gewonnen. Bei den US-Trials qualifizierte er sich hinter Dallas Long und vor Dave Davis. Da Davis wegen Verletzung seine Form nicht mehr hatte und Bill Nieder, der Vierte der Trials, Anfang August als erster Kugelstoßer die 20-Meter-Marke übertroffen hatte, entschied der US-Verband kurzfristig die Nachnominierung von Nieder für Davis. Dies war eine sehr ungewöhnliche Ausnahme vom Prinzip, nach dem immer die drei Ersten der Trials zum Großereignis fahren. Nieder rechtfertigte das in ihn gesetzte Vertrauen, hinderte damit aber O’Brien an seinem dritten Olympiasieg.

### Diskuswurf
| Platz | Athlet            | Land | Weite (m) |
| ----- | ----------------- | ---- | --------- |
| 1     | Al Oerter         | USA  | 59,18 OR  |
| 2     | Rink Babka        | USA  | 58,02000  |
| 3     | Dick Cochran      | USA  | 57,16000  |
| 4     | József Szécsényi  | HUN  | 55,79000  |
| 5     | Edmund Piątkowski | POL  | 55,12000  |
| 6     | Wiktor Kompanijez | URS  | 55,06000  |
| 7     | Carmelo Rado      | ITA  | 54,00000  |
| 8     | Kim Buchanzow     | URS  | 53,61000  |

Finale: 7. September, 15:00 Uhr
In Melbourne hatte Al Oerter Gold vor dem Weltrekordinhaber Fortune Gordien gewonnen. Beim Abschlusssportfest der US-Athleten hatte Rink Babka den Weltrekord von Edmund Piątkowski mit 59,91 m eingestellt. Damit hatte Oerter in Rom die Chance, gleich zwei Weltrekordler in einem Wettkampf zu besiegen. Al Oerter gelang es nicht nur, vier olympische Goldmedaillen in Folge zu gewinnen, sondern er besiegte einschließlich Ludvík Daněk 1964 und Jay Silvester 1968 dabei auch noch fünf amtierende Weltrekordler.

### Hammerwurf
| Platz | Athlet             | Land | Weite (m) |
| ----- | ------------------ | ---- | --------- |
| 1     | Wassili Rudenkow   | URS  | 67,10 OR  |
| 2     | Gyula Zsivótzky    | HUN  | 65,79000  |
| 3     | Tadeusz Rut        | POL  | 65,64000  |
| 4     | John Lawlor        | IRL  | 64,95000  |
| 5     | Olgierd Ciepły     | POL  | 64,57000  |
| 6     | Zvonko Bezjak      | YUG  | 64,21000  |
| 7     | Anatoli Samozwetow | URS  | 63,60000  |
| 8     | Hal Connolly       | USA  | 63,59000  |

Finale: 3. September, 16:00 Uhr
Der Olympiasieger von 1956 Hal Connolly hatte zwar im Juni als erster Werfer die 70-Meter-Marke übertroffen, erreichte aber in Rom nicht das Finale der besten Sechs und belegte nur den achten Platz. Der Olympiasieger Wassili Rudenkow hatte Connolly bereits beim Länderkampf USA vs. Sowjetunion 1959 geschlagen und übertraf in Rom sowohl in der Qualifikation als auch im Finale den olympischen Rekord. Auf Platz neun ordnete sich mit 63,53 m Heinrich Thun aus Österreich ein.

### Speerwurf

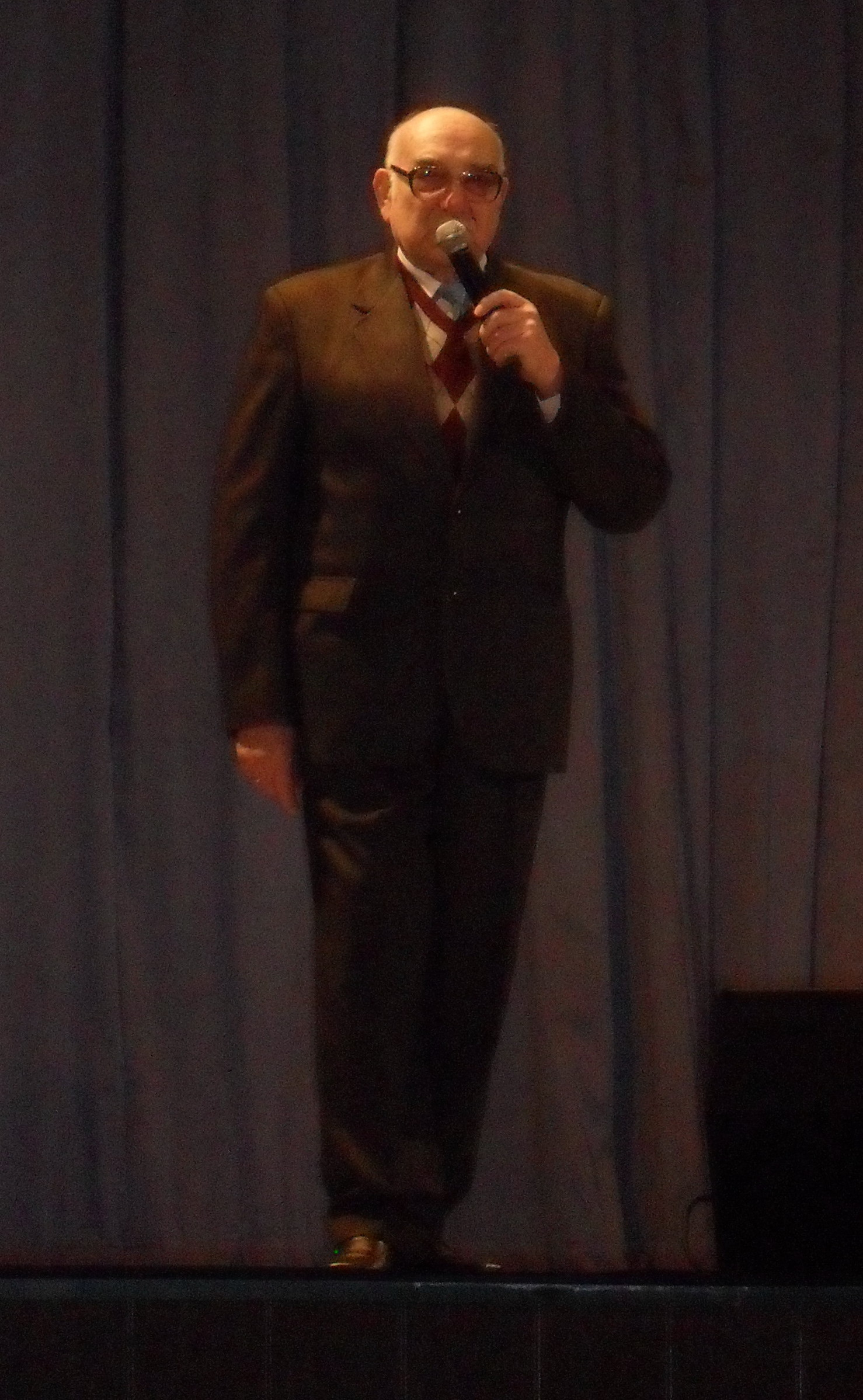
Olympiasieger Wiktor Zybulenko (hier im Jahr 2012)

| Platz | Athlet                 | Land | Weite (m) |
| ----- | ---------------------- | ---- | --------- |
| 1     | Wiktor Zybulenko       | URS  | 84,64     |
| 2     | Walter Krüger          | EUA  | 79,36     |
| 3     | Gergely Kulcsár        | HUN  | 78,57     |
| 4     | Väinö Kuisma           | FIN  | 78,40     |
| 5     | Willy Rasmussen        | NOR  | 78,36     |
| 6     | Knut Fredriksson       | SWE  | 78,33     |
| 7     | Zbigniew Radziwonowicz | POL  | 77,31     |
| 8     | Janusz Sidło           | POL  | 76,46     |

Finale: 8. September, 15:30 Uhr
In der Qualifikation hatte Janusz Sidło 85,14 m geworfen und lag damit vor dem Weltrekordler Al Cantello und Wiktor Zybulenko. Im Vorkampf belegte Sidło dann Platz acht und Cantello Platz zehn. Ursache war der Wind, der im ersten Durchgang noch mild war, aber dann böig wurde. Den vier Erstplatzierten gelang ihr bester Wurf im ersten Durchgang, nur vier von zwölf Werfern konnten sich nach ihrem ersten Versuch noch steigern. Die ersten sechs Werfer erreichten den Endkampf und je drei weitere Versuche, die aber keine Veränderung mehr brachten.

### Zehnkampf
| Platz | Athlet           | Land | P – offiz. Wert. | P – 85er Wert. |
| ----- | ---------------- | ---- | ---------------- | -------------- |
| 1     | Rafer Johnson    | USA  | 8392 OR          | 7901           |
| 2     | Yang Chuan-Kwang | TWN  | 8334000          | 7820           |
| 3     | Wassili Kusnezow | URS  | 7809000          | 7527           |
| 4     | Jurij Kutenko    | URS  | 7567000          | 7401           |
| 5     | Evert Kamerbeek  | NED  | 7236000          | 7213           |
| 6     | Franco Sar       | ITA  | 7195000          | 7140           |
| 7     | Markus Kahma     | FIN  | 7112000          | 7161           |
| 8     | Klaus Grogorenz  | EUA  | 7032000          | 7078           |

5. und 6. September

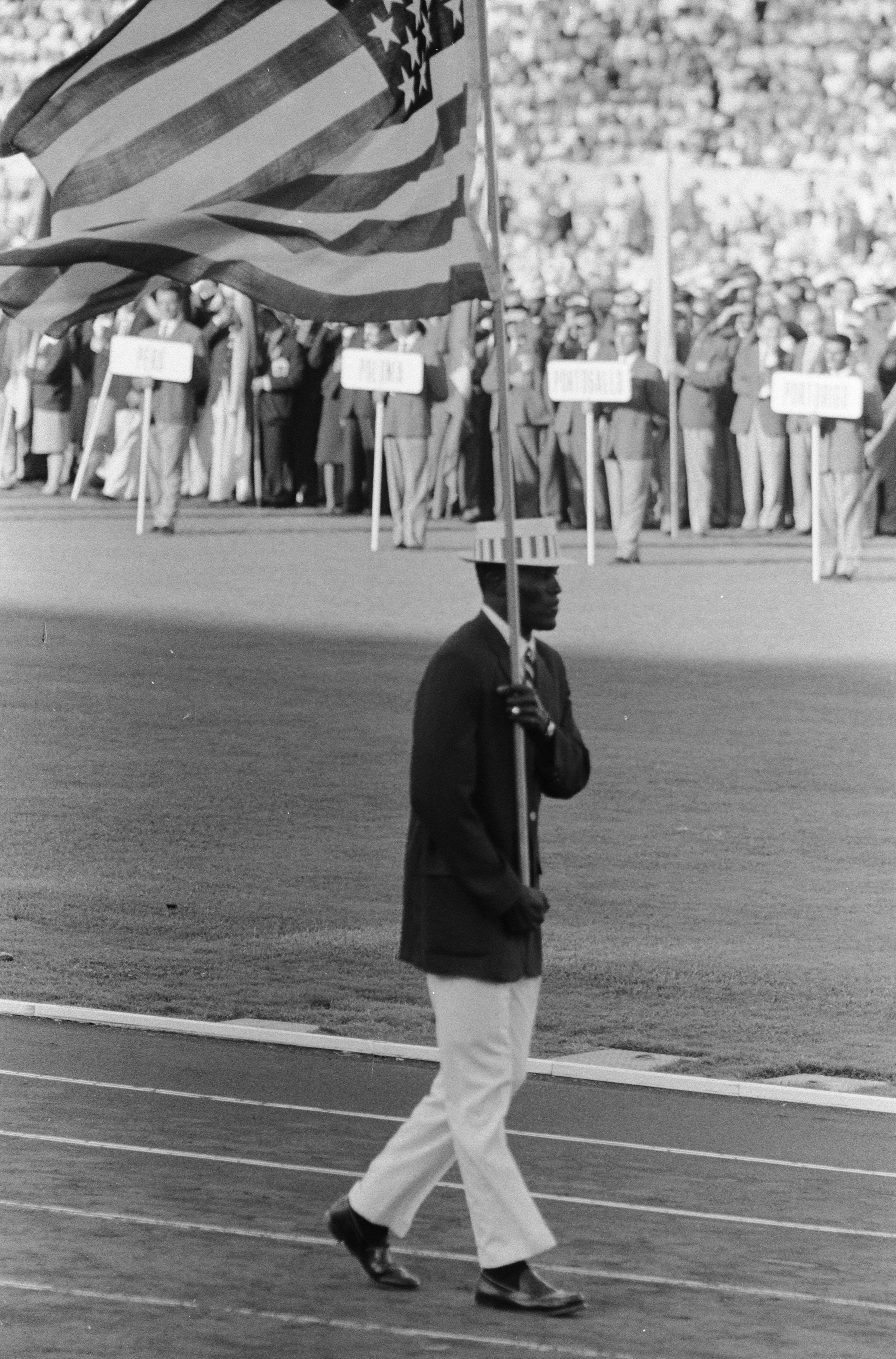
Olympiasieger Rafer Johnson (USA) als Fahnenträger bei der Eröffnungsfeier

Der Zweikampf des farbigen Weltrekordhalters Rafer Johnson mit seinem chinesischen Kollegen Yang Chuan-Kwang ging als vielleicht spannendster Zweikampf in die olympische Zehnkampfgeschichte ein. Yang führte nach der ersten Disziplin und baute die Führung im Weitsprung noch aus. Johnson übernahm die Spitze mit der dritten Disziplin, dem Kugelstoßen und verteidigte sie bis zum Ende des ersten Tages. Am zweiten Tag eroberte Yang mit dem Hürdenlauf die Führung zurück, Johnson als besserer Werfer lag nach dem Diskuswurf wieder vorn. Vor dem abschließenden 1500-Meter-Lauf hatte Yang 67 Punkte – umgerechnet ca. zehn Sekunden – Rückstand und Yang galt als der bessere Läufer. Johnson hielt sich das ganze Rennen im Windschatten von Yang auf und hatte im Ziel nur eine Sekunde auf den Chinesen verloren. Seine Bestzeit hatte Johnson um fast fünf Sekunden gesteigert. Der dritte Platz des sowjetischen Europameisters Kusnezow war hingegen nie gefährdet. Von dreißig angetretenen Zehnkämpfern schlossen 23 den Wettkampf ab. Auf Platz 23 kam Panagiotis Epitropopoulos, der drei Wochen zuvor in Olympia als erster Läufer die olympische Fackel übernommen hatte.

## Resultate Frauen

### 100 m

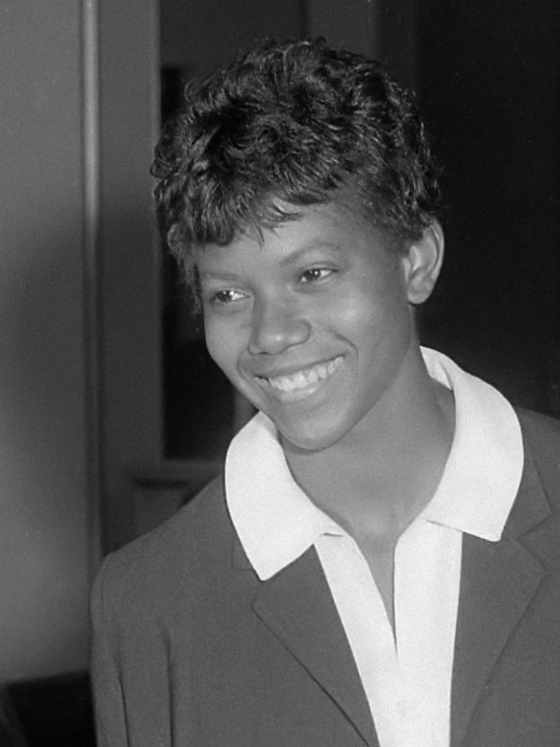
Wilma Rudolph, Sprintkönigin von Rom, gewann ihre erste von drei Goldmedaillen

| Platz | Athletin              | Land | Offiz. hand- gestoppte Zeit | Inoffiz. elek- tron. Zeit |
| ----- | --------------------- | ---- | --------------------------- | ------------------------- |
| 1     | Wilma Rudolph         | USA  | 11,0 s                      | 11,180 s                  |
| 2     | Dorothy Hyman         | GBR  | 11,3 s                      | 11,43 s                   |
| 3     | Giuseppina Leone      | ITA  | 11,3 s                      | 11,48 s                   |
| 4     | Marija Itkina         | URS  | 11,4 s                      | 11,54 s                   |
| 5     | Catherine Capdevielle | FRA  | 11,5 s                      | 11,64 s                   |
| 6     | Jenny Smart           | GBR  | 11,6 s                      | 11,72 s                   |

Finale: 2. September, 16:20 Uhr

Wind: +2,75 m/s
Im Halbfinale hatte Wilma Rudolph den Weltrekord mit 11,3 s eingestellt. Im Finale lief sie überlegen allen Gegnerinnen davon, aber ihre Zeit konnte wegen des Rückenwinds nicht als Weltrekord anerkannt werden. Rudolph hatte vom Vorlauf bis zum Finale in jedem Lauf mindestens drei Zehntelsekunden Vorsprung. Im Halbfinale war mit Wera Krepkina die Mitinhaberin des Weltrekordes ausgeschieden, sie hatte zwei Tage zuvor den Olympiasieg im Weitsprung errungen.

Wegen des zu starken Rückenwinds waren alle erzielten Zeiten als Rekorde oder für Bestenlisten nicht anerkennungsfähig.

### 200 m
| Platz | Athletin            | Land | Offiz. hand- gestoppte Zeit | Inoffiz. elek- tron. Zeit |
| ----- | ------------------- | ---- | --------------------------- | ------------------------- |
| 1     | Wilma Rudolph       | USA  | 24,0 s                      | 24,13 s                   |
| 2     | Jutta Heine         | EUA  | 24,4 s                      | 24,58 s                   |
| 3     | Dorothy Hyman       | GBR  | 24,7 s                      | 24,82 s                   |
| 4     | Marija Itkina       | URS  | 24,7 s                      | 24,85 s                   |
| 5     | Barbara Janiszewska | POL  | 24,8 s                      | 24,96 s                   |
| 6     | Giuseppina Leone    | ITA  | 24,9 s                      | 25,01 s                   |

Finale: 5. September, 17:10 Uhr
Auch im 200-Meter-Lauf gewann Wilma Rudolph in jeder Runde mit mindestens drei Zehntelsekunden Vorsprung. Im Vorlauf stellte sie mit 23,2 s einen neuen olympischen Rekord auf, im Zwischenlauf und im Finale verhinderte Gegenwind schnellere Zeiten. Die Schülerin Jutta Heine war ähnlich weit von Rudolph entfernt wie der Rest des Feldes von Heine. Gisela Birkemeyer hatte bei der gesamtdeutschen Olympiaausscheidung noch vor Heine gelegen. In Rom war Birkemeyer nach dem Finale im Hürdenlauf und dem Halbfinale über 100 Meter nicht mehr in der Lage, sich für das Finale über 200 Meter zu qualifizieren.

### 800 m
| Platz | Athletin           | Land | Zeit (min)    |
| ----- | ------------------ | ---- | ------------- |
| 1     | Ljudmila Schewzowa | URS  | 2:04,3 WRe/OR |
| 2     | Brenda Jones       | AUS  | 2:04,4        |
| 3     | Ursula Donath      | EUA  | 2:05,6        |
| 4     | Vera Kummerfeldt   | EUA  | 2:05,9        |
| 5     | Antje Gleichfeld   | EUA  | 2:06,5        |
| 6     | Joy Jordan         | GBR  | 2:07,8        |
| 7     | Gizella Csóka      | HUN  | 2:08,0        |
| 8     | Beata Żbikowska    | POL  | 2:11,8        |

Finale: 7. September
Nach 32 Jahren war die 800-Meter-Strecke wieder im olympischen Programm. Wenig überraschend wurde der olympische Rekord von 1928 bereits im ersten Vorlauf verbessert, im zweiten und vierten Vorlauf wurde der Rekord weiter herabgedrückt. Mit 2:05,9 min hielt die Australierin Dixie Willis nun den Rekord vor dem Finale. Im Endlauf machten Dixie Willis und Ljudmila Schewzowa die Führungsarbeit. Diese beiden kamen zuerst auf die Zielgerade, unmittelbar dahinter lief Ursula Donath. Willis stürzte, während von hinten Brenda Jones und Vera Kummerfeldt heranspurteten. Schewzowa stellte ihren Weltrekord ein und hatte doch nur knappen Vorsprung vor Jones. Donath gewann die Bronzemedaille.

### 80 m Hürden

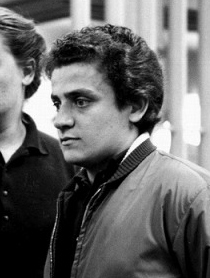
Nach zwei olympischen Rekorden im Vorlauf und im Halbfinale wurde Irina Press Olympiasiegerin

| Platz | Athletin          | Land | Offiz. hand- gestoppte Zeit | Inoffiz. elek- tron. Zeit |
| ----- | ----------------- | ---- | --------------------------- | ------------------------- |
| 1     | Irina Press       | URS  | 10,8 s                      | 10,93 s                   |
| 2     | Carole Quinton    | GBR  | 10,9 s                      | 10,99 s                   |
| 3     | Gisela Birkemeyer | EUA  | 11,0 s                      | 11,13 s                   |
| 4     | Mary Bignal       | GBR  | 11,1 s                      | 11,22 s                   |
| 5     | Galina Bystrowa   | URS  | 11,2 s                      | 11,26 s                   |
| 6     | Rimma Koscheljowa | URS  | 11,2 s                      | 11,28 s                   |

Finale: 1. September, 17:10 Uhr

Wind: ±0,0 m/s
Im ersten Vorlauf hatte Irina Press mit 10,7 s den olympischen Rekord eingestellt. Im Zwischenlauf gewann Press in 10,6 s vor Gisela Birkemeyer, die mit 10,5 s den Weltrekord innehatte. Im Halbfinale schieden mit Zenta Kopp, frühere Zenta Gastl, und Karin Richert, spätere Karin Balzer, die anderen beiden deutschen Starterinnen jeweils als Vierte ihres Laufes aus. Im Finale hatte Press den besten Start und lief souverän zur Goldmedaille. Birkemeyer konnte sich nach schlechtem Start nur knapp noch zur Bronzemedaille vorarbeiten, Silber ging an Carole Quinton.

### 4 × 100 m Staffel
| Pl. | Land           | Athletinnen                                                                       | Offiz. hand- gestoppte Zeit | Inoffiz. elek- tron. Zeit |
| --- | -------------- | --------------------------------------------------------------------------------- | --------------------------- | ------------------------- |
| 1   | USA            | Martha Hudson Lucinda Williams Barbara Jones Wilma Rudolph                        | 44,5 s                      | 44,72 s                   |
| 2   | Deutschland    | Martha Langbein Anni Biechl Brunhilde Hendrix Jutta Heine                         | 44,8 s                      | 45,00 s                   |
| 3   | Polen          | Teresa Wieczorek Teresa Ciepły Barbara Sobotta Celina Jesionowska Halina Herrmann | 45,0 s                      | 45,19 s                   |
| 4   | Sowjetunion    | Wera Krepkina Walentyna Maslowska Marija Itkina Irina Press                       | 45,2 s                      | 45,30 s                   |
| 5   | Italien        | Letizia Bertoni Sandra Valenti Piera Tizzoni Giuseppina Leone                     | 45,6 s                      | 45,80 s                   |
| DSQ | Großbritannien | Carole Quinton Dorothy Hyman Jenny Smart Mary Bignal                              |                             |                           |

Finale: 8. September, 17:55 Uhr

Den Weltrekord von 44,5 s der Australierinnen aus dem Olympiafinale von 1956 unterboten die vier Amerikanerinnen mit 44,4 s bereits im Vorlauf. Im Finale verloren die Britinnen beim zweiten Wechsel den Stab, während die (west)deutsche Staffel sehr gut wechselte und eingangs der Zielgeraden gleichauf mit den Amerikanerinnen lag. Aber Wilma Rudolph sorgte auch bei ihrem dritten Olympiasieg in Rom für einen klaren Vorsprung.

### Hochsprung
| Platz | Athletin               | Land | Höhe (m) |
| ----- | ---------------------- | ---- | -------- |
| 1     | Iolanda Balaș          | ROM  | 1,85 OR  |
| 2     | Jarosława Jóźwiakowska | POL  | 1,71000  |
| 2     | Dorothy Shirley        | GBR  | 1,71000  |
| 4     | Galina Dolja           | URS  | 1,71000  |
| 5     | Taissija Tschentschik  | URS  | 1,68000  |
| 6     | Helen Frith            | AUS  | 1,65000  |
| 6     | Inga-Britt Lorentzon   | SWE  | 1,65000  |
| 6     | Frances Slaap          | GBR  | 1,65000  |

Finale: 8. September, 15:00 Uhr

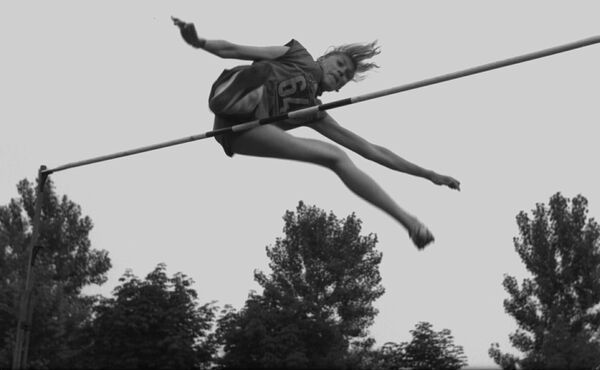
Olympiasiegerin Iolanda Balaș beherrschte die Konkurrenz nach Belieben

Von den fünfzehn Springerinnen, die sich für das Finale qualifiziert hatten, übersprangen vierzehn die Höhe von 1,65 m. Nur Iolanda Balaș ließ diese Höhe aus, nachdem sie 1,60 m mühelos gemeistert hatte. 1,68 m wurden dann nur noch von fünf Springerinnen genommen, alle im ersten Versuch. 1,71 m bewältigten drei Springerinnen im ersten Versuch, ab 1,73 m war Balaș allein. Nun nahm sie 1,77 m im ersten, 1,81 m im zweiten und 1,85 m im dritten Versuch, am Weltrekord von 1,87 m scheiterte sie dreimal. Vierzehn Zentimeter Vorsprung auf die Zweite gab es im Hochsprung der Frauen weder vor noch nach 1960.

### Weitsprung
| Platz | Athletin              | Land | Weite (m) |
| ----- | --------------------- | ---- | --------- |
| 1     | Wera Krepkina         | URS  | 6,37 OR   |
| 2     | Elżbieta Krzesińska   | POL  | 6,27000   |
| 3     | Hildrun Claus         | EUA  | 6,21000   |
| 4     | Renate Junker         | EUA  | 6,19000   |
| 5     | Ljudmyla Radtschenko  | URS  | 6,16000   |
| 6     | Helga Hoffmann        | EUA  | 6,11000   |
| 7     | Joke Bijleveld        | NED  | 6,11000   |
| 8     | Walentina Schaprunowa | URS  | 6,01000   |

Finale: 31. August, 15:45 Uhr
Den Weltrekord hielt mit 6,40 m Hildrun Claus. In der Qualifikation erreichte Mary Bignal 6,33 m, im Vorkampf sprang sie jedoch nur 6,01 m, die am Ende den neunten Platz bedeuteten. Im Finale hingegen gelang der 100-Meter-Weltrekordlerin Wera Krepkina der weiteste Sprung ihrer Karriere zu einer überraschenden Goldmedaille vor der polnischen Olympiasiegerin von 1956. Hildrun Claus wurde Dritte und mit allen drei deutschen Starterinnen im Endkampf erwies sich der Weitsprung als die stärkste Disziplin der deutschen Leichtathletinnen nach dem 800-Meter-Lauf.

### Kugelstoßen
| Platz | Athletin                  | Land | Weite (m) |
| ----- | ------------------------- | ---- | --------- |
| 1     | Tamara Press              | URS  | 17,32 OR  |
| 2     | Johanna Lüttge            | EUA  | 16,61000  |
| 3     | Earlene Brown             | USA  | 16,42000  |
| 4     | Valerie Sloper            | NZL  | 16,39000  |
| 5     | Sinaida Doinikowa         | URS  | 16,13000  |
| 6     | Renate Garisch-Culmberger | EUA  | 15,94000  |
| 7     | Galina Sybina             | URS  | 15,56000  |
| 8     | Wilfriede Hoffmann        | EUA  | 15,14000  |

Finale: 2. September, 16:40 Uhr
Tamara Press hielt mit 17,78 m den Weltrekord. Sie stieß im zweiten Versuch 17,32 m und hatte damit den Wettkampf bereits entschieden. Die Abstände zwischen den einzelnen Stoßerinnen waren beträchtlich, lediglich zwischen Valerie Sloper und Earlene Brown entwickelte sich ein Kampf um die Bronzemedaille. Die Olympiasiegerin von 1952 Galina Sybina erreichte den siebten Platz.

### Diskuswurf
| Platz | Athletin            | Land | Weite (m) |
| ----- | ------------------- | ---- | --------- |
| 1     | Nina Ponomarjowa    | URS  | 55,10 OR  |
| 2     | Tamara Press        | URS  | 52,59000  |
| 3     | Lia Manoliu         | ROM  | 52,36000  |
| 4     | Kriemhild Hausmann  | EUA  | 51,47000  |
| 5     | Jewgenija Kusnezowa | URS  | 51,43000  |
| 6     | Earlene Brown       | USA  | 51,29000  |
| 7     | Olga Connolly       | USA  | 50,95000  |
| 8     | Jiřina Němcová      | TCH  | 50,12000  |

Finale: 5. September, 15:40 Uhr
Nina Ponomarjowa hatte bereits 1952 unter dem Namen Nina Romaschkowa die Goldmedaille gewonnen. Den Weltrekord hielt mit 57,04 m immer noch Nina Dumbadse, die Olympiadritte von 1952. Ponomarjowa lag ab dem zweiten Versuch in Führung und steigerte sich zur Siegesweite im fünften Versuch. Tamara Press hingegen konnte erst im letzten Versuch Lia Manoliu übertreffen. Auf Rang sieben platzierte sich Olga Connolly aus den USA, die vier Jahre zuvor als Olga Fikotová Olympiasiegerin für die Tschechoslowakei geworden war.

### Speerwurf
| Platz | Athletin            | Land | Weite (m) |
| ----- | ------------------- | ---- | --------- |
| 1     | Elvīra Ozoliņa      | URS  | 55,98 OR  |
| 2     | Dana Zátopková      | TCH  | 53,78000  |
| 3     | Birutė Kalėdienė    | URS  | 53,45000  |
| 4     | Vlasta Pešková      | TCH  | 52,56000  |
| 5     | Urszula Figwer      | POL  | 52,33000  |
| 6     | Anna Pazera         | AUS  | 51,15000  |
| 7     | Sue Platt           | GBR  | 51,01000  |
| 8     | Alewtina Schastitko | URS  | 50,92000  |

Finale: 1. September, 15:00 Uhr
Die Weltrekordlerin Elvīra Ozoliņa warf ihre Siegesweite gleich im ersten Versuch und verbesserte damit gleichzeitig den olympischen Rekord. Auch ihre 54,80 m im vierten Versuch hätten für Gold ausgereicht. Zweite wurde die Olympiasiegerin von 1952 Dana Zátopková, die auch nach dem Karriereende ihres Mannes Emil noch in der Weltklasse mitwarf. Bei ihrem Olympiasieg hatte sie 50,47 m erzielt, in Rom warfen acht Athletinnen in Vor- und Endkampf weiter.

## Video
- Olympic summer games Rome 1960, youtube.com, abgerufen am 10. Oktober 2017